# هيونداي جينسس كوبيه
هيونداي جنسس كوبيه هي سيارة رياضية ذات دفع خلفي تم إصدارها في نهاية العام 2008 في كوريا الجنوبية، وهي السيارة الرياضية الأولى لهيونداي التي تعمل بالدفع الخلفي.
هيونداي جينيسس كوبيه Hyundai Genesis Coupe هي سيارة كوبيه رياضية ذات دفع خلفي من شركة هيونداي موتور، تم إصدارها لأول مرة في 13 أكتوبر من عام 2008 للسوق الكورية. إنها أول سيارة كوبيه رياضية ذات دفع خلفي من هيونداي، وتشارك منصتها الأساسية مع هيونداي جينيسس سيدان الفاخرة.
وصلت جينيسس كوبيه إلى وكلاء الولايات المتحدة في 26 فبراير 2009، كنموذج عام 2010. وصف جون كرافسيك، الرئيس والمدير التنفيذي لشركة هيونداي بالولايات المتحدة الأمريكية، جينيسس كوبيه بأنها مصممة "لتقديم تجربة قيادة تتحدى سيارات مثل إنفينيتي جي 37.
مع إطلاق جينيسس موتورز كعلامة تجارية فاخرة قائمة بذاتها، ظلت هيونداي جينيسس كوبيه تحمل علامة هيونداي وتوقفت في النهاية في عام 2016.

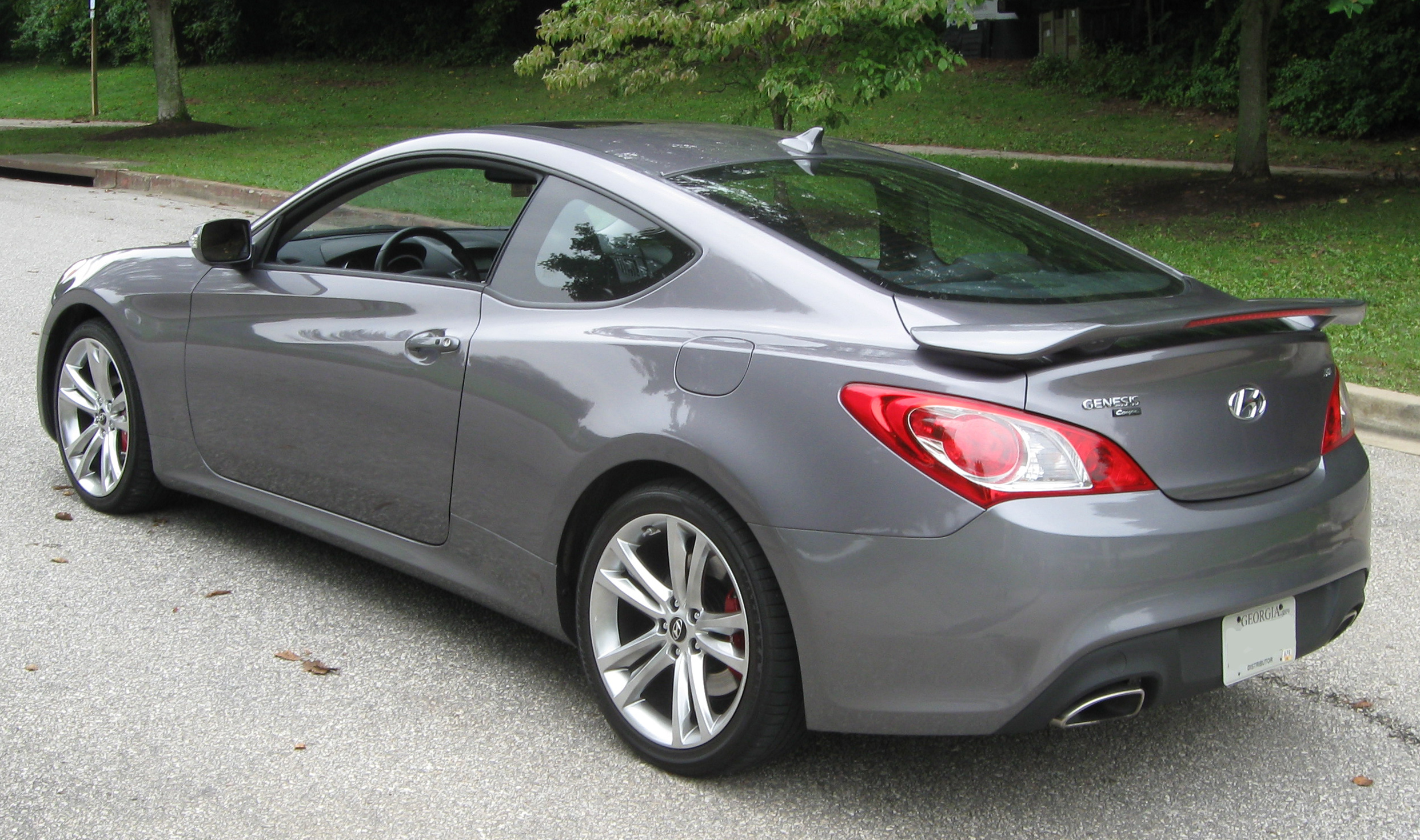
النموذج الأول هيونداي جينيسس كوبيه (2010) الولايات المتحدة

## النموذج الأول

### نموذج 2008-2012

#### ما قبل الإنتاج
ظهرت صور نموذج أولي لجينيسس كوبيه مموهة بشدة على الإنترنت في وقت مبكر من مايو 2007، مما أثار الترقب والتكهنات. اقترحت صور التجسس أن سيارة الكوبيه الجديدة من هيونداي ستكون ذات دفع خلفي، حيث أظهرت صور حجرة المحرك اتجاه محرك طولي نموذجي للمركبات ذات المحرك الأمامي والخلفي. وأظهرت الصور أيضاً محركاً رباعي الأسطوانات مع شاحن توربيني ملفوف بالحرارة. تراوحت التكهنات بشأن المحركات المحتملة لسيارة الكوبيه الجديدة من المحرك التوربيني رباعي الأسطوانات المصور إلى تاو V8 الذي طورته هيونداي من أجل جينيسس ذات التوجه الفخم.
قبل وقت قصير من معرض لوس أنجلوس الدولي للسيارات لعام 2007، تم تسريب المزيد من الصور لسيارة جينيسس كوبيه فضية مكشوفة بجانب سيارة فورد موستانج الفضية، التي يُفترض أنها المنافس المستهدف لجنيسيس كوبيه.

### الإصدار الأولي
تم الكشف عن إنتاج جينيسس كوبيه في عام 2008 في معرض نيويورك الدولي للسيارات، وعرض نموذج أحمر وفضي. رافق الكشف عن الكوبيه استعراض لقدرات الكوبيه مع الانزلاقات والاضطرابات. تم طرح طرازات أمريكا الشمالية للبيع في ربيع عام 2009 كنموذج عام 2010.

### مستويات القطع
تستند حواف جينيسس كوبيه إلى خيارين للمحرك. تبدأ الموديلات الأساسية بدخول بدون مفتاح، وأدوات تحكم في الصوت في عجلة القيادة، وبلوتوث حر اليدين، ونظام مراقبة ضغط الإطارات، والتحكم في السرعة، ومدخل أي.يو.أكس وآيباد ويو أس بي، والتحكم الإلكتروني في الاستقرار، ونظام آي بي أس، وتوزيع قوة الفرامل الإلكترونية، وعجلات مقاس 18 بوصة، ودعامة  شريط.
2.0 تي باس استخدمت قاعدة 2.0 تي ناقل حركة يدوي 6 سرعات أو أوتوماتيكي 5 سرعات بينما استخدمت القاعدة 3.8 باس ناقل حركة يدوي بست سرعات أو ناقل حركة أوتوماتيكي. يضيف 3.8 باس (لعام 2010 فقط) مقصورة داخلية من الجلد الأسود وألواح عتبات أبواب مضاءة من نوع جينيسس.
تضيف 2.0 تي بريميوم و3.8 جراند تورينغ نظاماً ترفيهياً بشاشة تعمل باللمس مع نظام ملاحة، ودخول بدون مفتاح مع بدء التشغيل بضغطة زر، ومقعد السائق القابل للتعديل كهربائياً، ومقاعد أمامية مدفأة (3.8 لترات أمريكية فقط) ومقصورة داخلية من الجلد، ونظام مكبرات صوت 360 وات 10، وأوتوماتيكي المصابيح الأمامية، وفتحة السقف، ومرآة تعتيم كهربائية مع بوصلة.
3.8 جراند تورينغ هو الطراز الوحيد ذو الجلد البني بدلاً من حساسات ركن السيارة الخلفية باللون الأسود والموجات فوق الصوتية. كما تستقبل السيارة 3.8 جراند تورينغ  مصابيح الضباب.
للمتحمسين، تأتي طرازات آر سبيك مع عجلات مقاس 19 بوصة، ومكابح بريمبو، وترس تفاضلي منزلق «تورسن ليميتد»، ونظام تعليق أكثر صلابة، وإطارات بريجستون آر050 بوتينزا الصيفية فقط، ومسامير حدبة أمامية مزودة من المصنع (تحتاج إلى التثبيت) ومع ذلك، تفقد طرازات آر سبيك ميزات بريميوم وجراند تورينغ لتقليل الوزن: من هذه الميزات: تقنية بلوتوث بدون استخدام اليدين، والمصابيح الأمامية التلقائية، والتحكم في السرعة، وكمبيوتر الرحلات، واللمسات الداخلية من الكروم، وأدوات التحكم في الصوت في عجلة القيادة، وتأتي فقط مع ناقل حركة يدوي بست سرعات. وتتوفر حواف جينسيس كوبيه آر سبيك بسعر أساسي أقل بـ 3000 دولار من طرازات «ترك».
تجمع حواف المسار بين ميزات آر سبيك المتحمسة وميزات جراند تورينغ بريميوم. بالإضافة إلى ذلك، تضيف الحواف مصابيح إتش آي دي الأمامية ومصابيح الضباب مع دي آر إل والجناح الخلفي.

### فرق الإصدار
في حين أن جينسيس كوبيه التي تم إصدارها في أمريكا الشمالية ستبدو مثل النسخة الكورية، فإن إعداد التعليق يكون أكثر صرامة وفقاً للديموغرافية الأمريكية.
تقدم هيونداي كندا مفتاح التشغيل لجميع طرز V6، أو زر التشغيل بالضغط أو أضواء علامة المرآة الجانبية في موديلات 3.8 لتر ولا يوجد جناح في موديلات 2.0 تي أو 3.8 لتر V6 (طرازات الجنزير الأمريكية هي الوحيدة المجهزة بالزخارف).
في خريف عام 2009، بدأت هيونداي إنتاج جينسيس بأنظمة الملاحة. في بعض البلدان، سيتم بيع هيونداي جينسس كوبيه أيضاً باسم هونداي جينسس آر سبيك، والذي يأتي مع كل من محرك 3.8 لتر و2.0 تي ويتميز ببعض الخيارات الرياضية.

### إصدارات خاصة

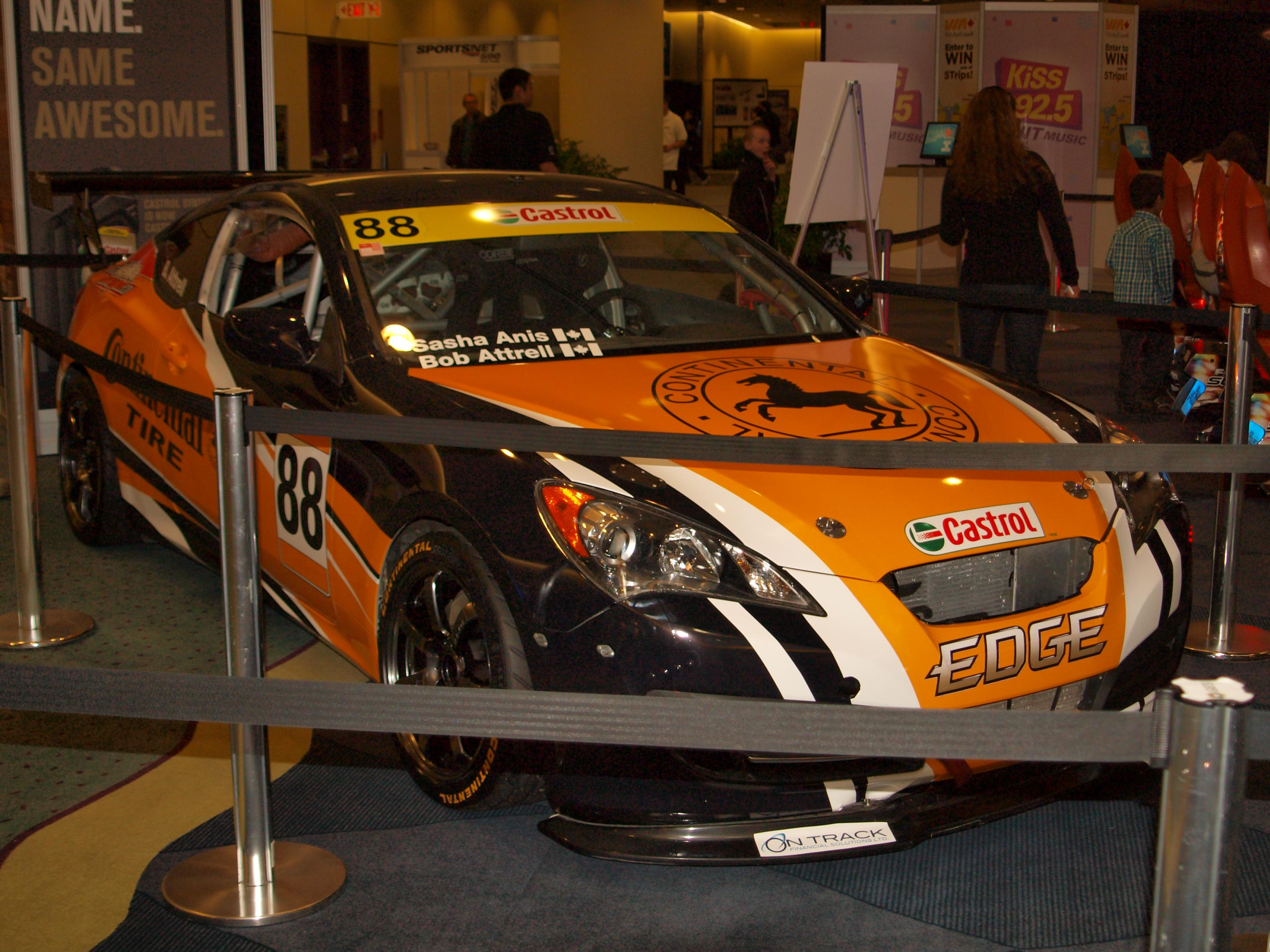
هيونداي جينيسس كوبيه (السباق) 2012

#### هيونداي آر إم آر (2008)
هيونداي آر إم آر «فن السرعة» جينيسيس كوبيه 2.0 تي (2008)
هيونداي آر إم آر «فن السرعة» جينيسيس كوبيه 2.0 تي (2008) هي نسخة من 2.0 تي جينسس كوبيه مع مجموعة آر إم آر تيربو، وناقل حركة متسلسل إتش كي إس، ولفائف كي ودبليو على التعليق، ونظام لون الجسم الفضي والأسود، ومجموعة آر إم آر ذات الهيكل العريض، ومغرفة غطاء المحرك الوظيفية، وجناح ألياف الكربون، وعجلات سباق إنكي مع إطارات بريجستون بروتنزا آر إي 01، وملاقط مكابح برينبو، وعجلة قيادة ومقاعد سباركو، وقفص لفة من ثماني نقاط، ولوحة عدادات آر إم آر من ألياف الكربون. تم الكشف عن السيارة في معرض سيما لعام 2008.

#### هيونداي آر سبيك تي 2.0 (2009)
جينيسس كوبيه آرسبيك تي 2.0 (2009)
جينيسيس كوبيه آرسبيك تي 2.0 (2009) هي نسخة من جينسيس كوبيه 2.0 تي ترك مع عدد أقل من خيارات المصنع، مما يجعلها أخف 68 رطلاً من طرازات 2.0 تي باس بريميوم. تم الكشف عن السيارة في معرض سيما 2009.

#### هيونداي آر م آر 460 (2009)
جينيسس كوبيه آر م 460 (2009)
جينيسيس كوبيه آر م 460 (2009) هي نسخة من جينيسس كوبيه بمحرك هيونداي تاو V8 سعة 4.6 لتر، تم بناؤه بواسطة ريس ميلين ريسنغ.
تم تثبيت المحرك خلف مقصورة الركاب ليصبح منصة دفع خلفي بمحرك وسطي. التعديلات العديدة هي: زيادة نسبة الضغط إلى 11.0: 1، ونظام إدارة المحرك من قبل أي إي إم، وناقل حركة مينديولا المتسلسل بخمس سرعات، ونظام التعليق الأمامي المزدوج الأصلي ماكفيرسون، ونظام التعليق الخلفي بخمسة وصلات، مع مكون كويلوفر كي دبليو؛ عجلات من سلسلة إتش آر إس 560 مقاس 20 بوصة مع إطارات تي آر 1 تويو، ومكابح ستوب تش، ومجموعة آر إم آر طبعة التوقيع، وجناح من ألياف الكربون وفتحة خلفية مخصصة من ألياف الكربون وطلاء آر إم أونيكس إتش دي مخصص من باسف ومقاعد سباركو كرونو الرياضية وسباركو ألكانتارا ومقصورة من ألياف الكربون الألواح ومكبرات الصوت من إنفينيتي كابا. تم الكشف عن السيارة في معرض سيما 2009

#### هيونداي آر إم آر 500 (2011)
آر إم 500 جينيسس كوبيه (2011)
آر إم 500 جينيسيس كوبيه (2011) هي جينيسس كوبيه بمحرك تاو V8 سعة 5.0 لتر بقوة 450 حصاناً، تم بناؤه بواسطة ريس ميلين ريسينغ.
يشمل: عادم مخصص من الفولاذ المقاوم للصدأ آر إم آر مع كاتم صوت الجزء الخلفي من جريدي ورؤوس من التيتانيوم، ومبرد زيت، ومبرد تفاضلي خلفي، ولوحة مهايئ آر إم آر المخصص، ومقبض وحذافة آر إم آر مخصص خفيف الوزن، وفلتر لوحة إن وكي، ونظام إدارة المحرك إي إي أم، ودوارات بريمبو كربون سيراميك (أمامي - 15.5 بوصة، خلفي - 15 بوصة)، وملاقط أمامية بستة مكابس من بريمبو، وأربعة مكابس خلفية، إطارات هانكوك (أمامية - 19x8.5- خلفية - 19x9.5) إطارات هانكوك V12 (أمامي 245، خلفي 275) حزمة رحلة من الجلد المدبوغ الداخلية آر إم آر، مقاعد سباركو كرونو الرياضية مع لمسات آر إم آر، سباركو تراك سلايدر، أقواس مقعد آر إم آر، مقبض ناقل الحركة من الجلد سباركو تكنو، تمديد عمود التوجيه 1 بوصة آر إم آر، حفة أمامية كربونية، تنانير جانبية من الكربون آر إم آر، ناشر خلفي كربوني، وجناح آر إم آر كربوني ثلاث قطع، شواية كربون آر إم آر، سقف متراكب كربوني آر إم آر، فتحات إضاءة ضباب كربونية آر إم آر  مع قنوات فرامل، أغطية مصابيح ضباب صفراء آر إم آر. تم الكشف عن السيارة في معرض سيما 2011.

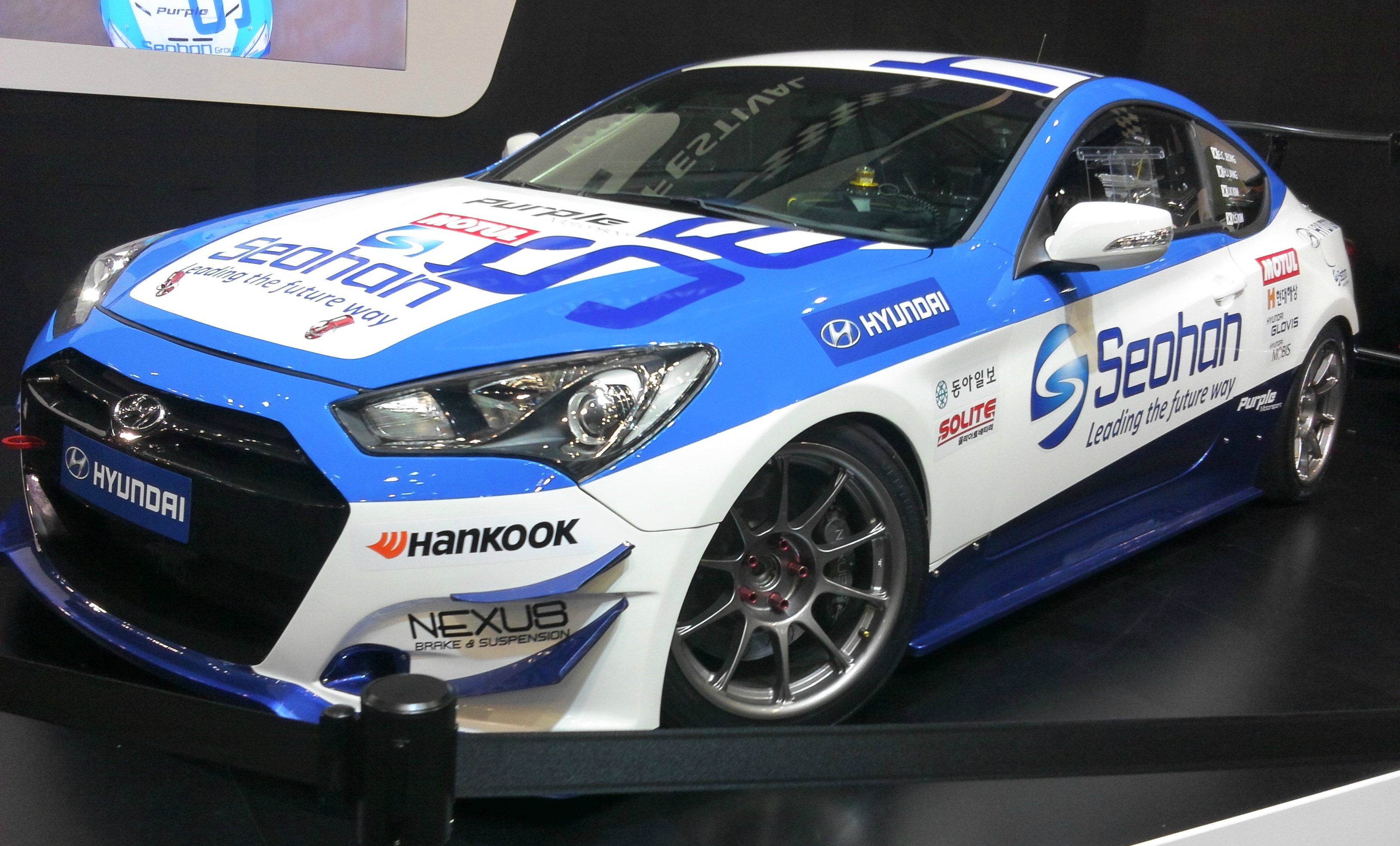
هيونداي جينيسس كوبيه (السباق) 2013

### رياضة السيارات
تنافست هيونداي جينيسس كوبيه في بطولة (دريفت فورمولا-دريفت بروفيشنال دريفت) (وبايكس بيك انترناشونال) (وأحداث سلسلة ريدلاين وقت الهجوم) في عام 2009 - بفضل مشروع مشترك بين هيونداي وبطل السباقات ريس ميلين ريسينغ، الذي سيقود برعاية ريد بول سيارة السباق في تلك الأحداث. محرك ميلينز V8 يعمل بمعظمه مع مخزون داخلي وإزاحة هيونداي الأصلية 5.0 لتر.
بدأ غوغوجير.كوم في سباقات جينيسس كوبيه في عام 2012 في بطولة الولايات المتحدة للسيارات السياحية وفاز بالبطولة في عام 2014 بمحرك V6 جينيسس كوبيه سعة 3.8 لتر. وأصبحوا أول فريق يفوز ببطولة سباق الطرق على الإطلاق في سيارة هيونداي في الولايات المتحدة الأمريكية. في عام 2015، احتل الفريق المركز الثاني في البطولة.
في يوليو 2009، سجل ميلين وجينيسس كوبيه رقماً قياسيا جديداً للسيارات القائمة على الإنتاج ذات الدفع الثنائي في بيكسبيك.
في يونيو 2011، سجل ريس ميلين رقماً قياسياً جديداً في سباق وقت الهجوم للهجوم 2WD باستخدام نفس جينيسس كوبيه بتوقيت 11: 04.912.

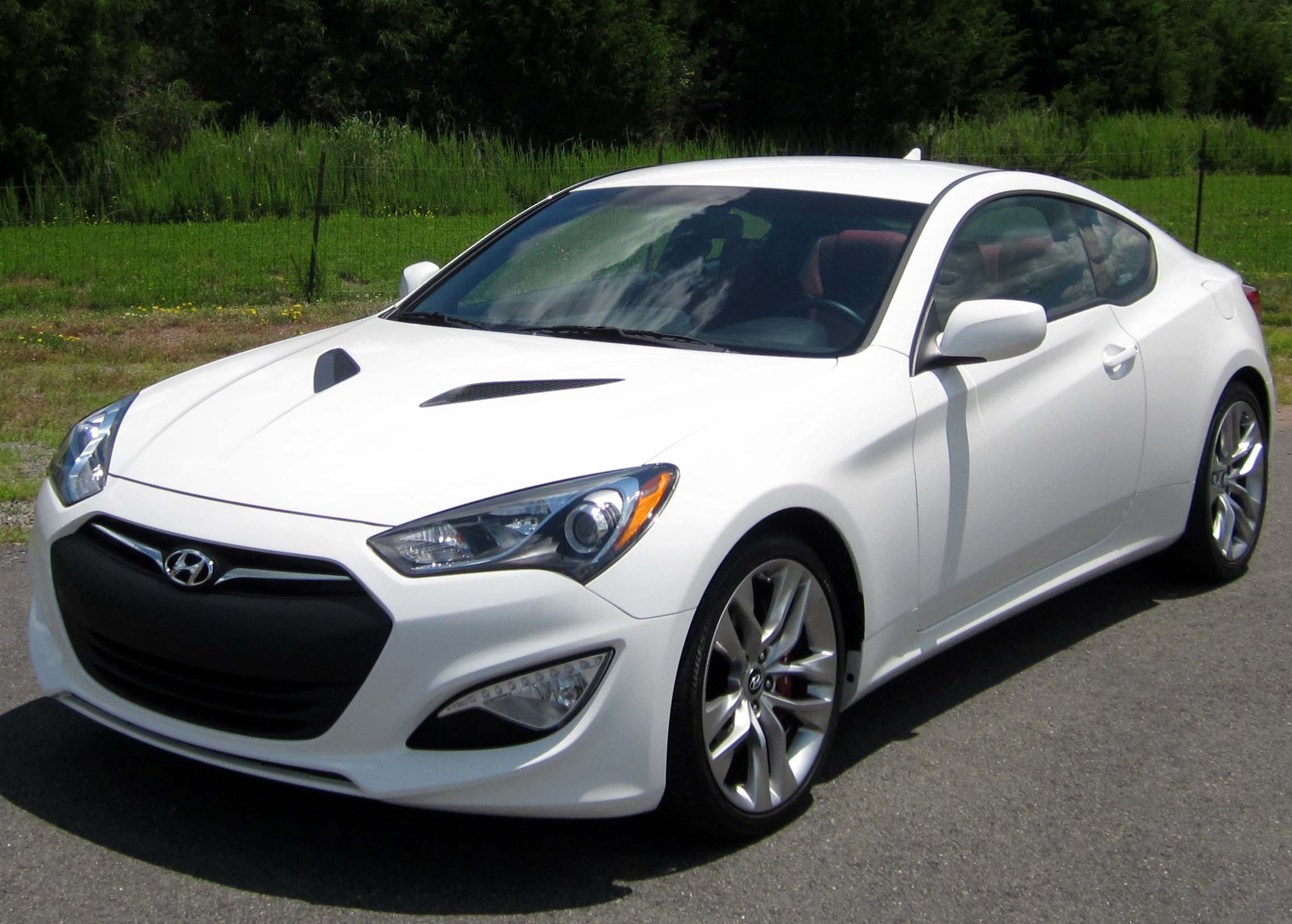
(النموذج الثاني) هيونداي جينيسس 3.8 آر سبيك (2013)

## النموذج الثاني

### نموذج 2013-2016
تم الكشف عن النموذج الكوري في مهرجان السرعة الكوري 2011 في يونغام، كوريا. تم الكشف عن طراز أمريكا الشمالية في عام 2012 في معرض ديترويت لأمريكا الشمالية الدولي للسيارات كسيارة موديل 2013.
تم استبدال محرك لامبدا إم بي آي بمحرك لامبدا جي دي آي. تلقى المصد الأمامي وغطاء المحرك تنقيحاً للتصميم يشتمل على لغة تصميم شركة هيونداي المرنة مثل لا فيلوستر. تتضمن خيارات ناقل الحركة ناقل حركة أوتوماتيكي بـ 8 سرعات مع ناقل حركة يدوي أو ناقل حركة يدوي بـ 6 سرعات.
رداً على الانتقادات حول جودة المواد من المراجعين والمالكين، قامت هيونداي بتحسين جودة المواد للنموذج الجديد بشكل ملحوظ. تشمل الميزات الجديدة مقبض فرملة اليد من الجلد، وفلتر هواء من نوع بلازما كلوستر، وخيار داخلي من الجلد الأحمر، ولمسات ل.ي.دي فوق مصابيح الضباب، ومصابيح خلفية ل ي.دي.

### الخارج
كانت جينسيس كوبيه متوفرة في البداية بأحد 10 ألوان مختلفة: أبيض كاروسيل وأسود باثورست وأزرق معدني أكوا وأصفر إنتيرلاغوس وأحمر تسوكوبا وأزرق ميرابو وسيلفرستون وأبيض موناكو ورمادي نوردشليف.
تم توفير إصدار محدود من اللون (لايم روك الأخضر) من 2010-2011. بالنسبة لعام 2013، تم إيقاف إنتاج ميرابو الأزرق وإعادة تسميته شورلاين أزرق، ثم مرة أخرى في عام 2014 تم تغيير اسمه إلى إيبيزا الأزرق .

### مستويات القطع
تغييرات طفيفة في حواف جينيسس كوبيه عن الجيل الأول. تمت إضافة حلقات التزامن المغلفة بالكربون ومساعدة بدء التلال إلى ناقل الحركة اليدوي في عام 2014. تمت إضافة نظام مواءمة سرعة الدوران إلى الترس السفلي الإضافي أيضاً في عام 2014.

### رياضة السيارات
دخلت آر إم آر جينسس كوبيه سلسلة سباق فورمولا لعام 2012.

### التسويق
تم عرض إعلان جينسيس كوبيه آر سبيك لمدة 30 ثانية بعنوان «فكر بسرعة»، خلال الربع الأخير من سوبر باول إكس إل في آي.
كان لدى هيونداي شراكة لمدة 3 سنوات مع البرنامج التلفزيوني بورن نوتيك وظهرت جينسس بشكل بارز في العديد من الحلقات.
كجزء من إطلاق السوق الكندي، تم إنتاج إعلان ساسكواتش بعنوان "سائق البلد". بالإضافة إلى ذلك، كان هناك 9 مقاطع ساسكواتش على مجموعة" لإظهار ما يشبه العمل مع اليتي.
في 20 سبتمبر 2012، أصدرت شركة مطور الألعاب جيم لوفت جهاز محاكاة سباقات لمنصة هاتف أندرويد، ضمن سلسلة عناوين جي تي ريسنغ، والتي تضم جينيسس كوبيه 2011 بالإضافة إلى مفهومها آي أونيك السيارة الهجينة. ظهرت جينيسيس كوبيه في لعبة فيديو أسفلت 7 هيت.

### استقبال
كان الاستقبال في جينيسس كوبيه المنقحة مختلطاً. أشاد إدموندز بـ 3.8 آرسبيك على أنها «السيارة الأكثر إثارة التي تصنعها هيونداي».
كما أثنوا على ناقل الحركة المحسن والمحرك المعزز ونظام التعليق الأكثر توازناً، لكنهم أعربوا عن أسفهم «لقد استطعنا ركوب سيارة موستانج أو كامارو المجهزة بـ V6 مقابل أموال أقل»  كما انتقدوا مقياس سرعة الدوران البطيء الحركة وفقدان الطاقة لفترة وجيزة بعد زيادة عدد الدورات في الدقيقة.
كان موتور ترند منتقداً لـآر سبيك 2.0 تي المعدلة، ووضعها في المرتبة الأخيرة في اختبار مقارنة بينها، وهي فورد موستانج V6 وفولكس فاجن غولف جي تي آي وسكيون إف آر إس وسوبارو بي آر زد ومازدا مكس 5 ميتا؛ وأشادوا بقيادتها السلسة وقوتها الإضافية، لكنهم انتقدوا «ذروة توصيل القوة»، ومغير السرعة الغامض والأجواء الداخلية.
عندما أخذ كار آند درايف 2013 جينسس كوبيه آر-سبيك 3.8 إلى طريق فيرجينيا الدولية للسباق من أجل تجربتها السنوية لوقت لاب البرق، جينيسس كوبيه آر سبيك 3.8 وأبطأ من ميتسوبيشي لانسر إفيليوشن وفورد موستنج V6 وشفروليه كوبالت إس إس ونيسان 370 زد. كانوا غير مستقرين بسبب ميلها للقوة الزائدة، وتلاشي الفرامل.

### إصدارات خاصة

#### سلسلة سباقات كوزوورث جينيسس (2012)
إنها نسخة من جينسيس كوبيه لامبدا جي دي إي 3.8 V6 تم تطويرها بالتعاون مع كوزوورث، مع تحسين الإدارة الحرارية، وتحسين أنظمة الحث والعادم، ومعايير التحكم في المحرك المحسّنة، وكوزوورث والعادم عالي التدفق، ومقبض، ودواسات كوزوورث، وحذاء كوزوورث، ومقاعد رياضية كوزوورث بلونين، وعلاج داخلي بلونين كوزوورث، ولون جسم أزرق لامع، وممتص صدمات أمامي بديل بالكامل من كوزوورث مع قنوات فرامل من ألياف الكربون المتكاملة، كوزوورث مقسم أمامي من ألياف الكربون، حافة جانبية من ألياف الكربون من كوزوورث، وموزع من ألياف الكربون من كوزوورث، وسبويلر كوزوورث المدمج، وعجلات إصداركوزوورث، وشعار كوزوورث ورسومات غطاء المحرك. تم الكشف عن السيارة في معرض سيما لعام 2012.

#### جينسس كوبيه آر-سبيك باي آرك (2012)
جينسس كوبيه آر-سبيك باي آرك (2012) إنها نسخة من جينسيس كوبيه لامبدا 3.8 V6 جي دي آي، تم تطويرها بالاشتراك مع آداء آرك، مع زيادة قوة المحرك إلى 395 حصاناً عند 6800 دورة في الدقيقة و340 رطلاً - قدماً عند 5400 دورة في الدقيقة، ونظام سحب الأداء آرك، ومبرد زيت أداء آرك، وأداء آرك، خفيف الوزن  مجموعة بكرة، طباعة بي تي آر س.س باللون الأزرق، موصلات مطلية بالسيراميك، كوتش وورك  مقصورة داخلية، عجلة قيادة سباركو إل 575، مقاعد سباقات سباركو برو أحمر، قفص دائري مطلي بالكروم مكون من 8 نقاط من كوسكو، غطاء محرك إي آر كي، وناشر خلفي، ورفارف خلفية سفكس إي آر كي، غطاء سطح الكربون سفكس لأداء إي آر كي، جناح الكربون إي آر كي، جي تي 300 مع حامل، وطقم قابض لوح الكربون، ودولاب الموازنة مزدوج الكتلة، وترس تفاضلي محدود الانزلاق من نوع كوسكو آر سي 1.5 / 2، إطارات يوكوهاما أدفان آر سي 2، عجلات نيتو إن تي 05، طقم مكابح كبيرة بستة مكابس، وسادات فرامل الكربون، وخطوط فرامل من الفولاذ المقاوم للصدأ، أداء نظام كوليفور، والقضبان والأذرع وقضبان التحكم. تم الكشف عن السيارة في معرض سيما لعام 2012.

### هندسة جينيسس كوبيه (2013)
بيسيموتو الهندسة جينيسس كوبيه (2013)
بيسيموتو الهندسة جينيسس كوبيه (2013) إنها نسخة من جينسيس كوبيه لامبدا 3.8 V6 جي دي آي تم تطويرها بالتعاون مع هندسة بيسيموتو، مع زيادة قوة المحرك إلى 1022 حصاناً، وقضبان التوصيل الفولاذية، وحشية السحب، والحاقنات، وأعمدة الكامات ذات المستوى 2.4، والشاحن التوربيني المزدوج بيسيميتو 6162، وصمام غودزيلا، بوابات آر جي 45 مزدوجة، مكابس أرياس مزورة، أكمام غولدن إيجل، معالجة أسطح معدنية دبليو سي، صمامات فائقة التكنولوجيا، مشابك فان جين نابضة بالحياة وأجهزة غير قابلة للصدأ، مضخة وقود ماغنو فويل 750، رأسإي آر بي رئيسي، ومسامير للعجلات؛ ورأس بروتفلو المخصص، ملفات الإشعال الذكية المخصصة، شمعات الإشعال إن جي كي ريديوم، الزيت الصناعي، المبرد البيني، المبرد جريفين، فلاتر الوقود كنسلر، قابض بيسيميتو، محاور وعمود قيادة، عجلات ألمنيوم 20x9.5 و20x11، إطارات تويو نوع آر 888، مقاعد سباق بودي كلب، وحزام تاكاتا للسباق، وجوارب خزان بيسيميتو، غطاء زيت بيسيميتو، أوديسي  بطارية خلايا جافة، حزام راي وير ميل سبيك، وخطوط مضفرة من جي وجي. تم الكشف عن السيارة في معرض سيما لعام 2013.

## المحرك وناقل الحركة والمواصفات العامة
يتوفر جينيسس كوبيه 2009-2012 بمحركين. المحرك القياسي هو 2.0 تي ثيتا شاحن توربيني 4 أسطوانات ينتج 210 حصان (157 كيلوواط، 213 حصان) وعزم دوران 235 رطل (319 نيوتن متر) مع محرك اختياري لامبدا سعة 3.8 لتر محرك V6 ينتج 306 حصان (228 كيلوواط؛ 310 حصان) و266 رطل قدم (361 نيوتن متر) عزم الدوران.
يشترك المحرك مع H2000 محرك مشترك مع هيونداي وميتسوبيشي وكرايسلر وهو محرك مشترك بين هيونداي وميتسوبيشي وكرايسلر. يتدفق توربو 04-13 تي من المصنع 10 رطل لكل بوصة مربعة (0.69 بار) تحت الحمل الكامل، ويقلل إلى 7 رطل لكل بوصة مربعة (0.48 بار) عند نقاط القدر قبل إعادة التبريد. ناقل الحركة أوتوماتيكي المحرك بست سرعات من 5 أو زد إف بست سرعات أوتوماتيكي (حسب اختيار المحرك).
و274 حصاناً (204 كيلوواط، 278 حصاناً) وعزم دوران 275 رطل قدم (373 نيوتن متر) بسبب توربو أكبر، في حين أن 3.8 لتر (3778 حصاناً) سم.م) الآن 348 حصان (260 كيلوواط، 353 حصان) وعزم دوران مباشر 295 رطل قدم (400 نيوتن متر) بفضل الحقن المباشر للبنزين (جي دي آي).
اعتباراً من عام 2015، محرك 2.0 تي لم يكن خيار متاحاً في (أمريكا الشمالية) مع 3.8 لتر (3778 سم مكعب) الخيار القياسي.

### المحركات
| الموديل                     | السنة     | ناقل الحركة                    | القوة - الطاقة                                                          | عزم الدوران                                                                | السرعة (0-100كم بالساعة)          | السرعة القصوى                   |
| --------------------------- | --------- | ------------------------------ | ----------------------------------------------------------------------- | -------------------------------------------------------------------------- | --------------------------------- | ------------------------------- |
| 2.0 إم بي آي آر إس ثيتا 2   | 2009-2012 | 6 سرعات يدوي 6 سرعات أوتوماتيك | 213 حصان (157 كيلوواط، 210 حصان) عند 6000 دورة في الدقيقة               | 32.5 كجم.م (319 نيوتن مت، 235 رطل) عند 2000 - 4000 دورة في الدقيقة         | 8.0 ثانية يدوي 8.3 ثانية أووماتيك | 230 كم ساعة (143 ميل في الساعة) |
| 2.0 إم بي آي آر إس ثيتا 2   | 2013-1015 | 6 سرعات يدوي 6 سرعات أوتوماتيك | 260–275 حصان (191-202 كيلوواط، 256-271 حصان) عند 6000 دورة في الدقيقة   | 36-38 كجم.م (353–373 نيوتن متر، 260–275 رطل) عند 2000-4500 دورة في الدقيقة | 7.4 ثانية يدوي 7.2 ثانية أووماتيك | 245 كم ساعة (152 ميل في الساعة) |
| 3.8 إم بي آي آر إس لامبدا 2 | 2009-2012 | 6 سرعات يدوي 6 سرعات أوتوماتيك | 303-316 حصان (223-232 كيلوواط، 299-312 حصان) عند 6300 دورة في الدقيقة   | 36.8 كجم.م (361 نيوتن متر، 295 رطل) عند 4700 دورة في الدقيقة               | 6.4 ثانية يدوي 6.3 ثانية أووماتيك | 245 كم ساعة (152 ميل في الساعة) |
| 3.8 إم بي آي آر إس لامبدا 2 | 2013-2015 | 6 سرعات يدوي 6 سرعات أوتوماتيك | 303-316 حصان (223-232 كيلوواط، 299-312 حصان) عند 6300 دورة في الدقيقة   | 36.8 كجم.م (361 نيوتن متر، 295 رطل) عند 4700 دورة في الدقيقة               | 6.4 ثانية يدوي 6.3 ثانية أووماتيك | 245 كم ساعة (152 ميل في الساعة) |
| 3.8 جي دي آر لامباد 2       | 2013      | 6 سرعات يدوي 6 سرعات أوتوماتيك | 348–353 حصاناً (256-260 كيلوواط ، 343-348 حصان) عند 6400 دورة في الدقيقة | 40.8 كجم.م (400 نيوتن متر، 295 رطل) عند5300 دورة في الدقيقة                | 6.1 ثانية يدوي 5.9 ثانية أووماتيك | 260 كم ساعة (162 ميل في الساعة) |

في بعض المناطق مثل الشرق الأوسط والفلبين، لا يزال المحرك 3.8 لتر يأتي مع إصدار إم بي آي القديم بقوة 299 حصان (223 كيلوواط، 303 حصان) بدءاً من طراز 2016، أصبح 3.8 لتر المعروض في هذه المناطق الآن إصدار جي دي آي 348 حصان (256 كيلوواط، 343 حصان).

### الهيكل
العنوان الخاص بالمسابقة على تورسن تفاضلي انزلاقي محدود ومكابح بريمبو بأربعة مكابس مع دوارات 13.4 بوصة (340 ملم) في الأمام و13 بوصة (330 ملم) في الخلف. وعجلات مقاس 18 بوصة (مقاس 460 مم) في حين أن أرضيات محددة 19 بوصة (480 مم) تستخدم إطارات 225/40 في المقدمة و245/40 في الخلف يتم استخدامها جنباً إلى جنب مع ترقية فرامل بريمبو.
أملاك شركة هيونداي، تتمتع جينسيس كوبيه بصلابة انحناء أكثر صلابة بنسبة 24 ٪ من بي إم دبليو إي 46 إم 3 (2001-2006).

### الأبعاد
تبلغ قاعدة عجلات السيارة 111 بوصة (2800 ملم) ويبلغ الطول الإجمالي 182.3 بوصة (4630 ملم) وعرض 73.4 بوصة (1860 ملم) الهاتف 54.5 بوصة (1380 ملم). يبلغ وزن الكوبيه 3389 رطلاً (1537 كجم) لمحرك V6 و3294 رطل (1494 كجم) للأربع أسطوانات.

### التسويق
هيونداي تأخذ موقفاً صارماً بشأن تسويقها بشأن سيارة السيارة مع ريس ميلن بالسيارة إلى سيارة بيلي كورغان خلال إعلان سوبر باول. أطلقوا أيضاً موقع الويب edityourown.com. تم القيام بذلك سابقاً من قبل شركات تصنيع السيارات الأخرى، والرسائل من هذا السباق إلى جانب السيارة حتى النهاية.
ظهرت هيونداي جينسس (الكوبيه ونسخة الصالون ذات الأبواب الأربعة) في المسلسل التلفزيوني لافارج، مدفوعة بالشخصيات الرئيسية. ظهرت الكوبيه أيضاً في المسلسل التلفزيوني بورن نوتيك كسيارة فيونا الجديدة. كما ظهرت في الموسم الثامن من المسلسل التلفزيوني 24 كواحدة من سيارات المطاردة التيها يقودها جاك باور.
الأغنية FOL من سامشينغ بومكن في إعلان جينسيس كوبيه سوبر باول، كانت متاحة مجاناً، من خلال توفير عنوان البريد الإلكتروني لشركة هيونداي.
في أغنية ترافيس سكوت «الترياق»، يمكن رؤية الجيل الأول المعدّل من جينسيس كوبيه الأبيض في الفيديو الموسيقي.
في أغنية مجموعة لونا «لماذا لا؟» يظهر الجيل الثاني المعدّل من جينسيس كوبيه الأسود في الفيديو الموسيقي.

### اقتصاد الوقود
| الموديل                                  | السنة     | ناقل الحركة       | داخل المدينة                                             | الطريق السريع                                             |
| ---------------------------------------- | --------- | ----------------- | -------------------------------------------------------- | --------------------------------------------------------- |
| 2.0 ثيتا 2 آر إس                         | 2009-2012 | 6 سرعات يدوي      | 21 ميلا في الغالون (11 لتر / 100 كم، 25 ميلا في الغالون) | 30 ميلا في الغالون (7.8 لتر / 100 كم، 36 ميلا في الغالون) |
| 2.0 ثيتا 2 آر إس                         | 2009-2012 | 5 سرعات أوتوماتيك | 20 ميلا في الغالون (12 لتر / 100 كم، 24 ميلا في الغالون) | 30 ميلا في الغالون (7.8 لتر / 100 كم، 36 ميلا في الغالون) |
| 2.0 ثيتا 2 آر إس                         | 2013      | 6 سرعات يدوي      | 21 ميلا في الغالون (11 لتر / 100 كم، 25 ميلا في الغالون) | 29 ميلا في الغالون (8.1 لتر / 100 كم، 35 ميلا في الغالون) |
| 2.0 ثيتا 2 آر إس                         | 2013      | 8 سرعات أوتوماتيك | 17 ميلا في الغالون (14 لتر / 100 كم، 20 ميلا في الغالون) | 27 ميلا في الغالون (8.7 لتر / 100 كم، 32 ميلا في الغالون) |
| 2.0 ثيتا 2 آر إس                         | 2014      | 6 سرعات يدوي      | 19 ميلا في الغالون (12 لتر / 100 كم، 23 ميلا في الغالون) | 27 ميلا في الغالون (8.7 لتر / 100 كم، 32 ميلا في الغالون) |
| 2.0 ثيتا 2 آر إس                         | 2014      | 8 سرعات أوتومانيك | 17 ميلا في الغالون (14 لتر / 100 كم، 20 ميلا في الغالون) | 26 ميلا في الغالون (9.0 لتر / 100 كم، 31 ميلا في الغالون) |
| 3.8 لامباد 2 آر إس                       | 2009-2012 | 6 سرعات يدوي      | 17 ميلا في الغالون (14 لتر / 100 كم، 20 ميلا في الغالون) | 26 ميلا في الغالون (9.0 لتر / 100 كم، 31 ميلا في الغالون) |
| 3.8 لامباد 2 آر إس                       | 2009-2012 | 6 سرعات أوتوماتيك | 17 ميلا في الغالون (14 لتر / 100 كم، 20 ميلا في الغالون) | 27 ميلا في الغالون (8.7 لتر / 100 كم، 32 ميلا في الغالون) |
| 3.8 لامباد 2 آر إس                       | 2013      | 6 سرعات يدوي      | 18 ميلا في الغالون (13 لتر / 100 كم، 22 ميلا في الغالون) | 27 ميلا في الغالون (8.7 لتر / 100 كم، 32 ميلا في الغالون) |
| 3.8 لامباد 2 آر إس                       | 2013-2016 | 8 سرعات اوتوماتيك | 16 ميلا في الغالون (15 لتر / 100 كم، 19 ميلا في الغالون) | 25 ميلا في الغالون (9.4 لتر / 100 كم، 30 ميلا في الغالون) |
| 3.8 لامباد 2 آر إس                       | 2014-2015 | 6 سرعات يدوي      | 16 ميلا في الغالون (15 لتر / 100 كم، 19 ميلا في الغالون) | 24 ميلا في الغالون (9.8 لتر / 100 كم، 29 ميلا في الغالون) |
| 3.8 لامباد 2 آر إس                       | 2016      | 6 سرعات يدوي      | 17 ميلا في الغالون (14 لتر / 100 كم، 20 ميلا في الغالون) | 24 ميلا في الغالون (9.8 لتر / 100 كم، 29 ميلا في الغالون) |
| حجم الخزان 65 لتراً (17.2 جالوناً أمريكياً) |           |                   |                                                          |                                                           |

## المبيعات
المبيعات في الولايات المتحدة الأمريكية
المبيعات في أوروبا
المبيعات في كندا
| السنة | الولايات المتحدة | أوروبا | كندا  |
| ----- | ---------------- | ------ | ----- |
| 2009  | 8,285            | 0      | 2,407 |
| 2010  | 12,674           | 159    | 3,113 |
| 2011  | 14,148           | 1,708  | 2,809 |
| 2012  | 11,286           | 978    | 1,773 |
| 2013  | 12,526           | 293    | 1,813 |
| 2014  | 10,859           | 66     | 1,514 |
| 2015  | 6,457            | 8      | 1,029 |
| 2016  | 4,781            | 0      | 952   |
| 2017  | 1,055            | 0      | 144   |
| 2018  | 2                | 0      | 0     |

## المعرض

هيونداي جينيسس كوبيه 2009
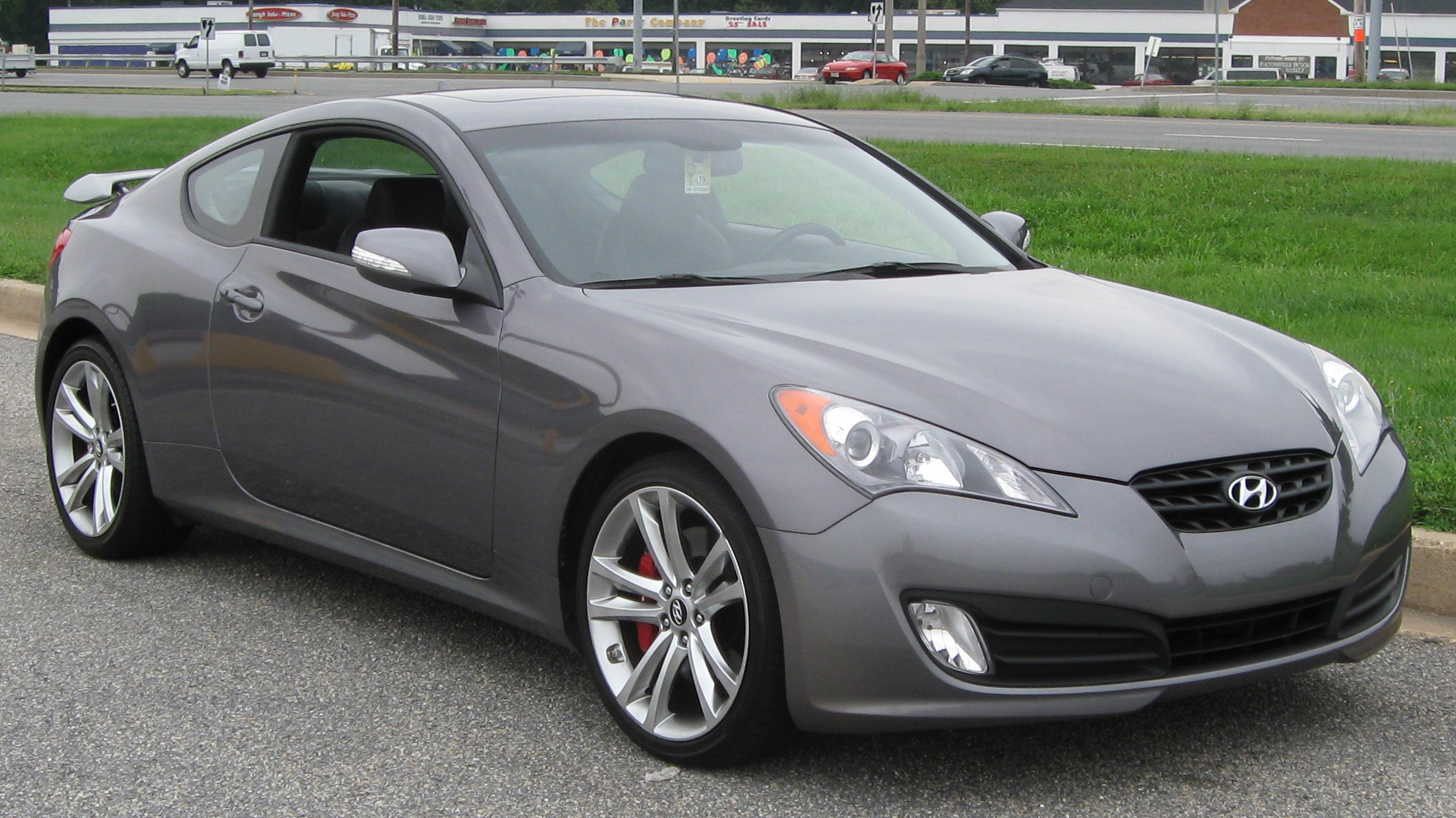
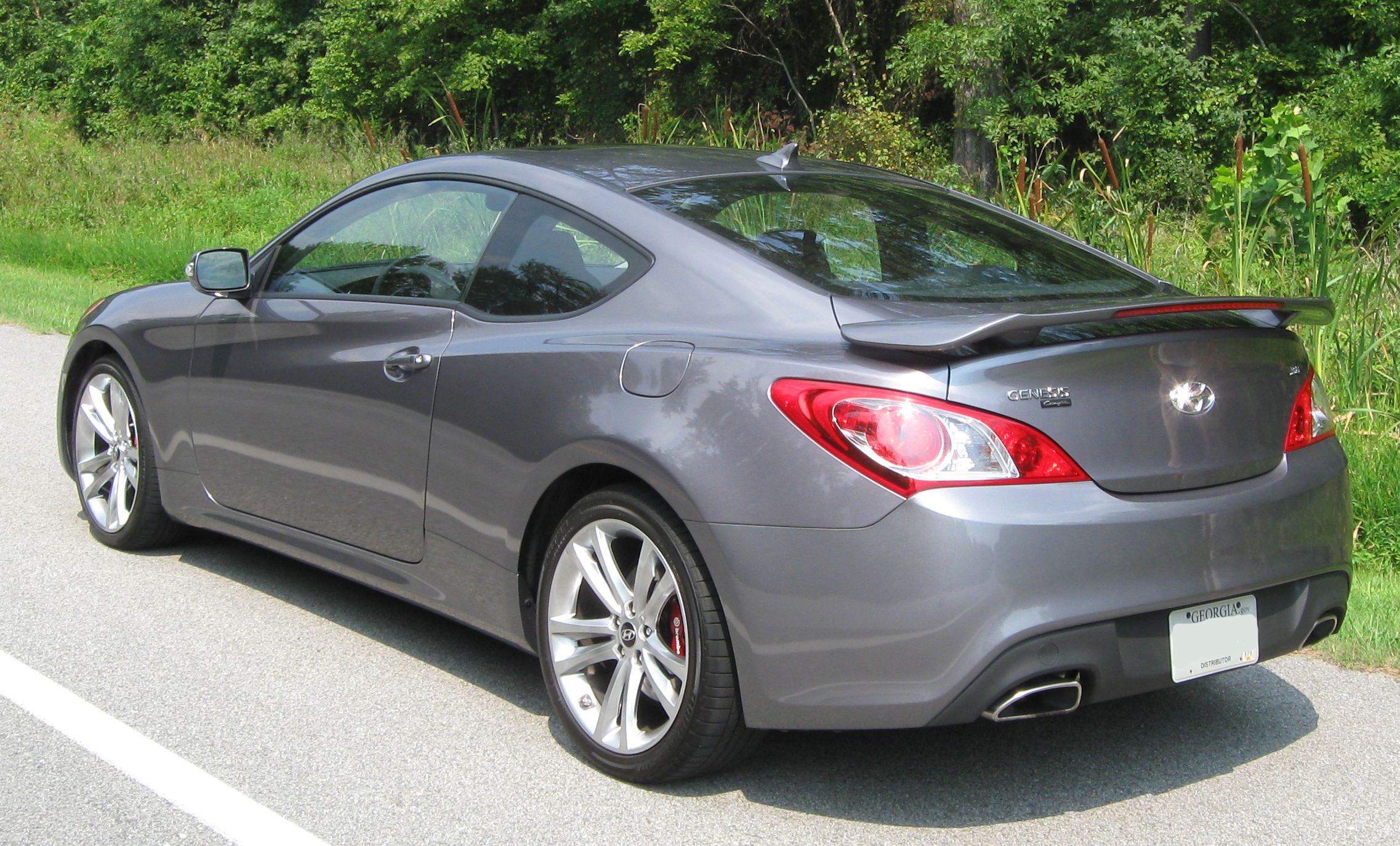
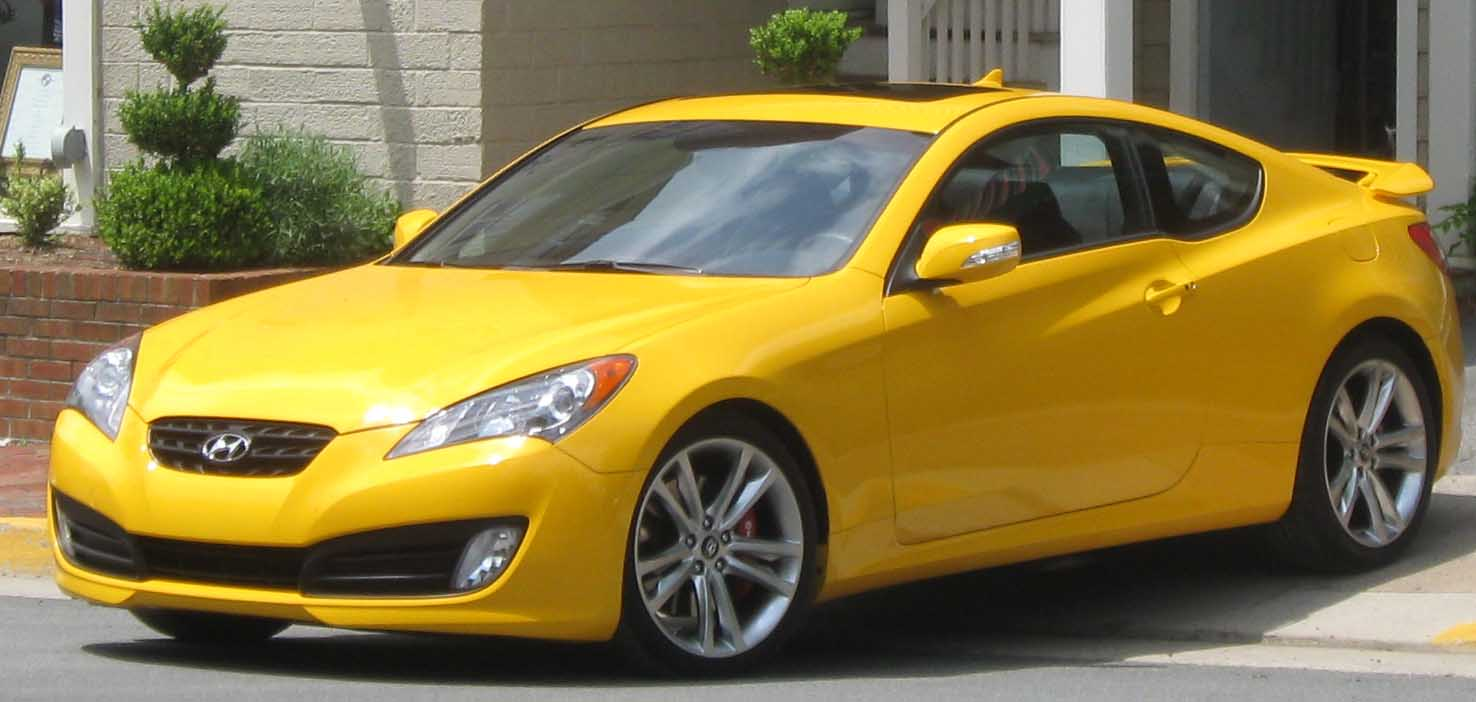
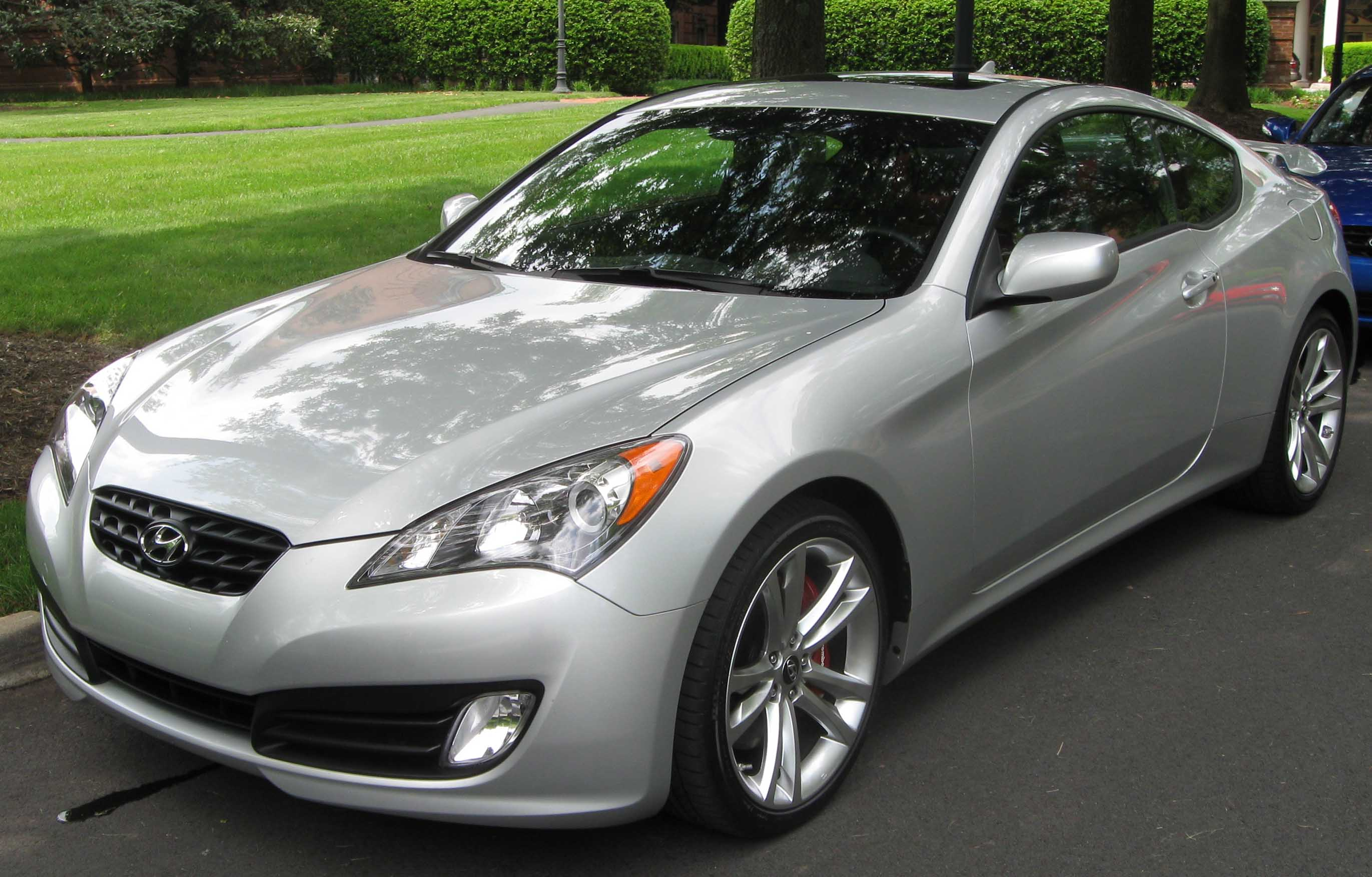
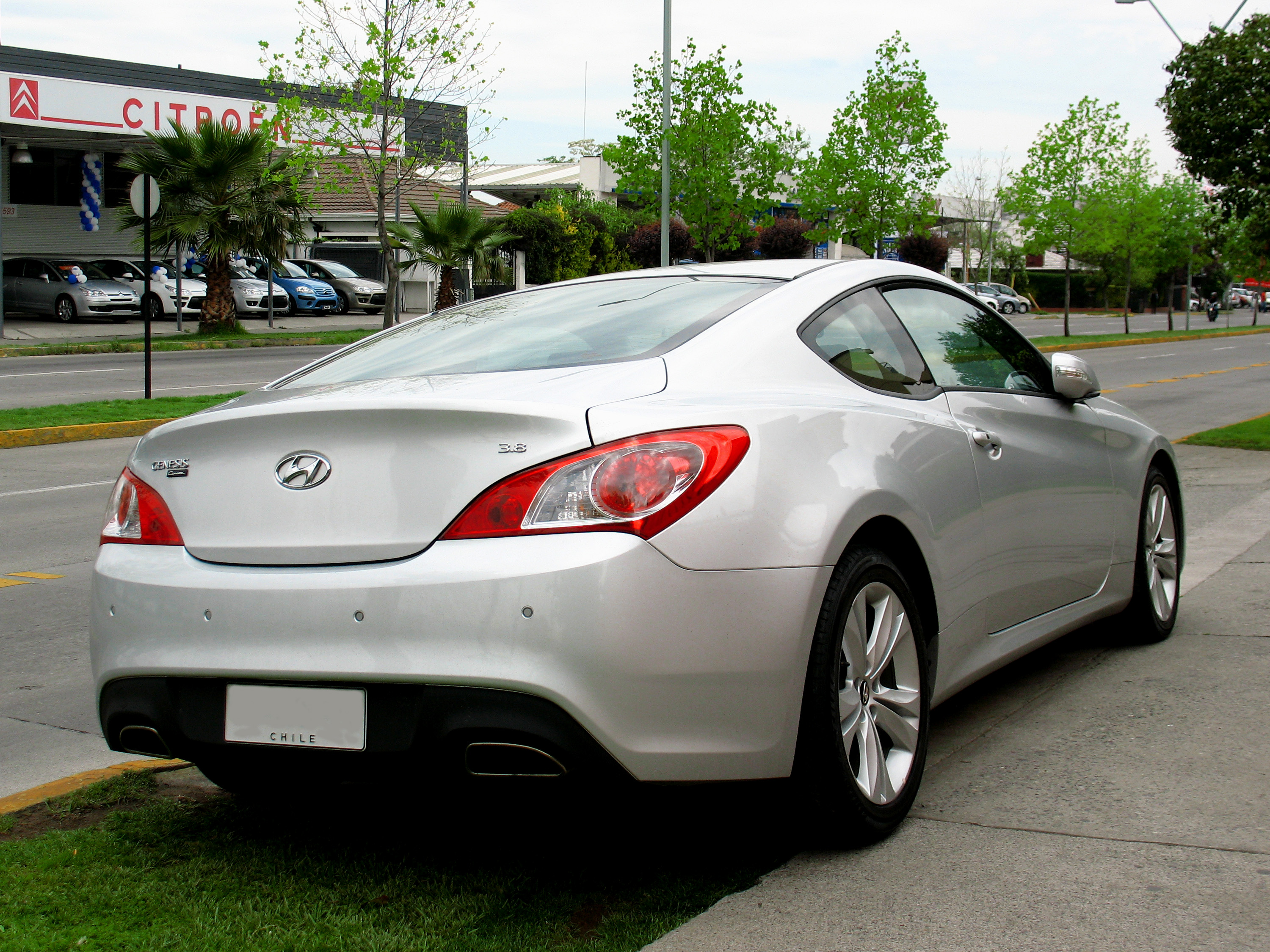

هيونداي جينيسس كوبيه 2010
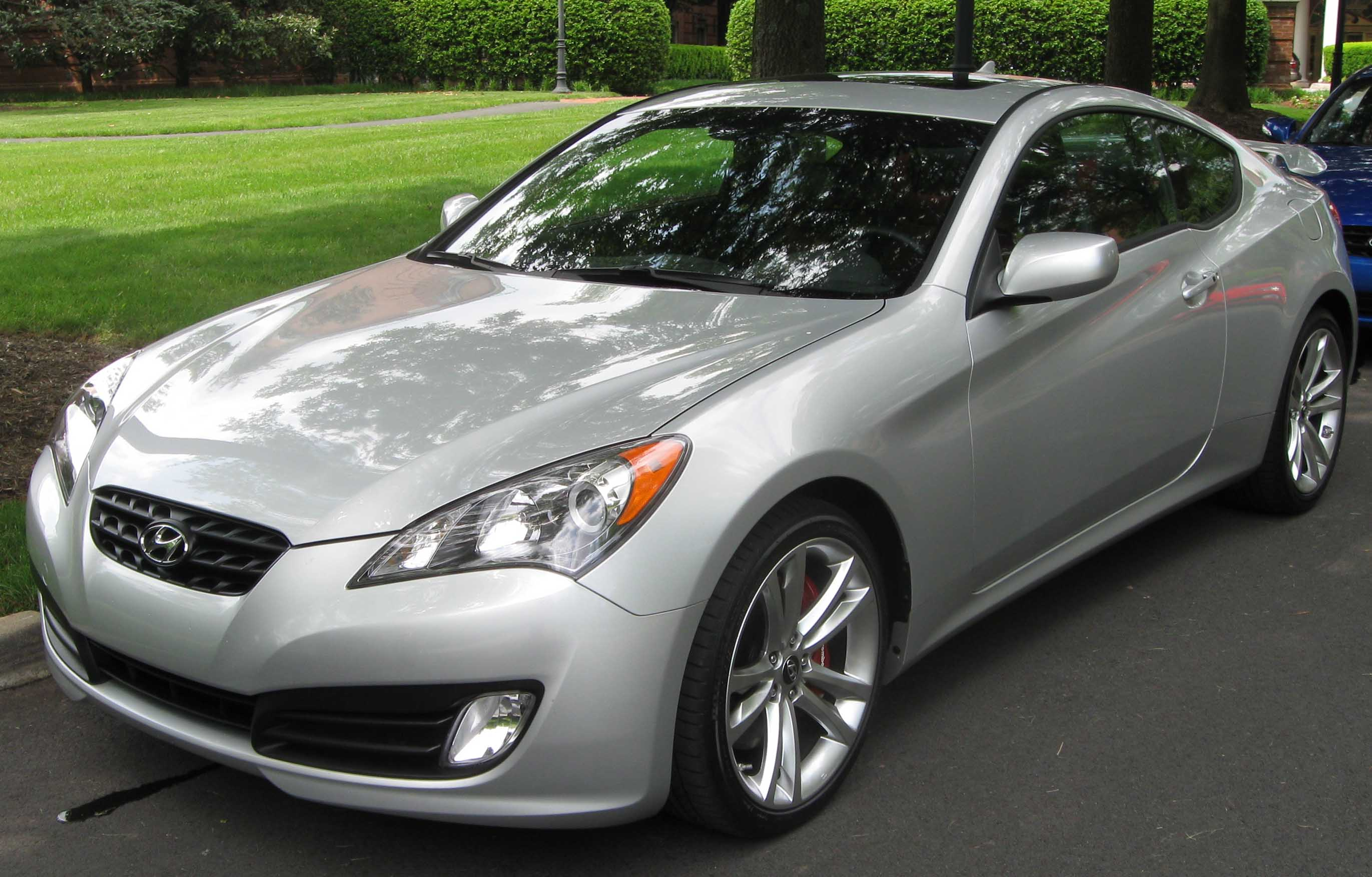
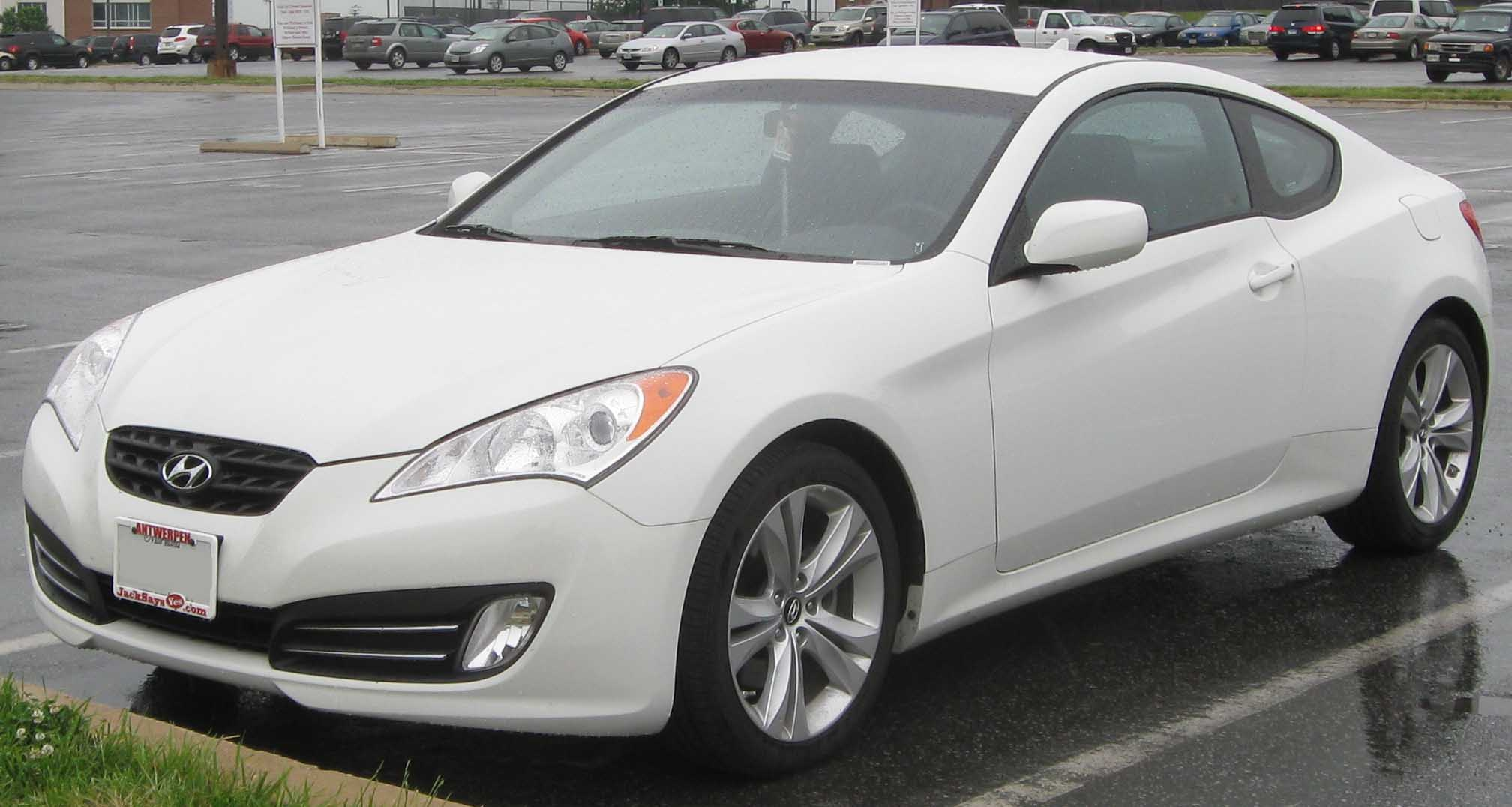
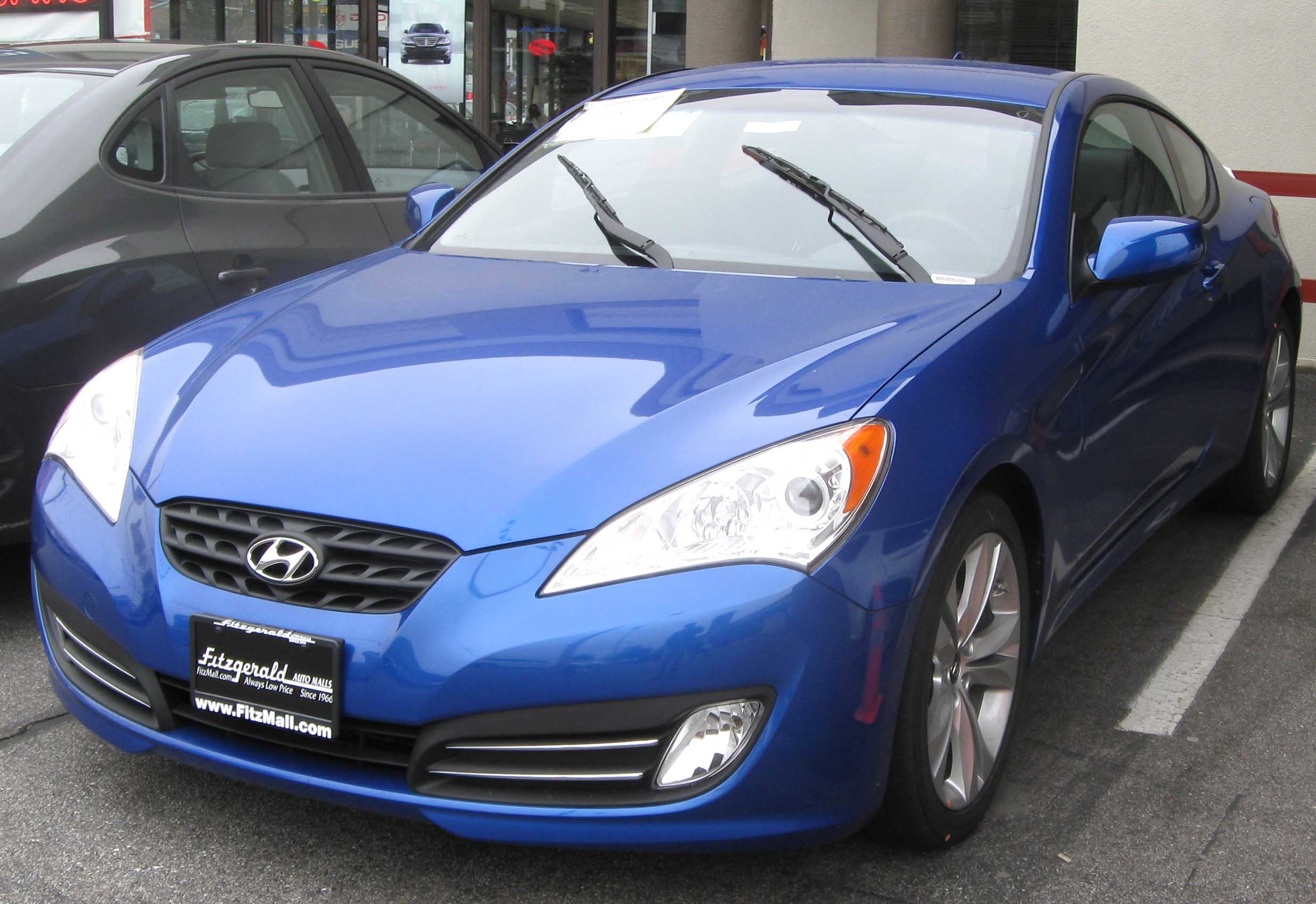
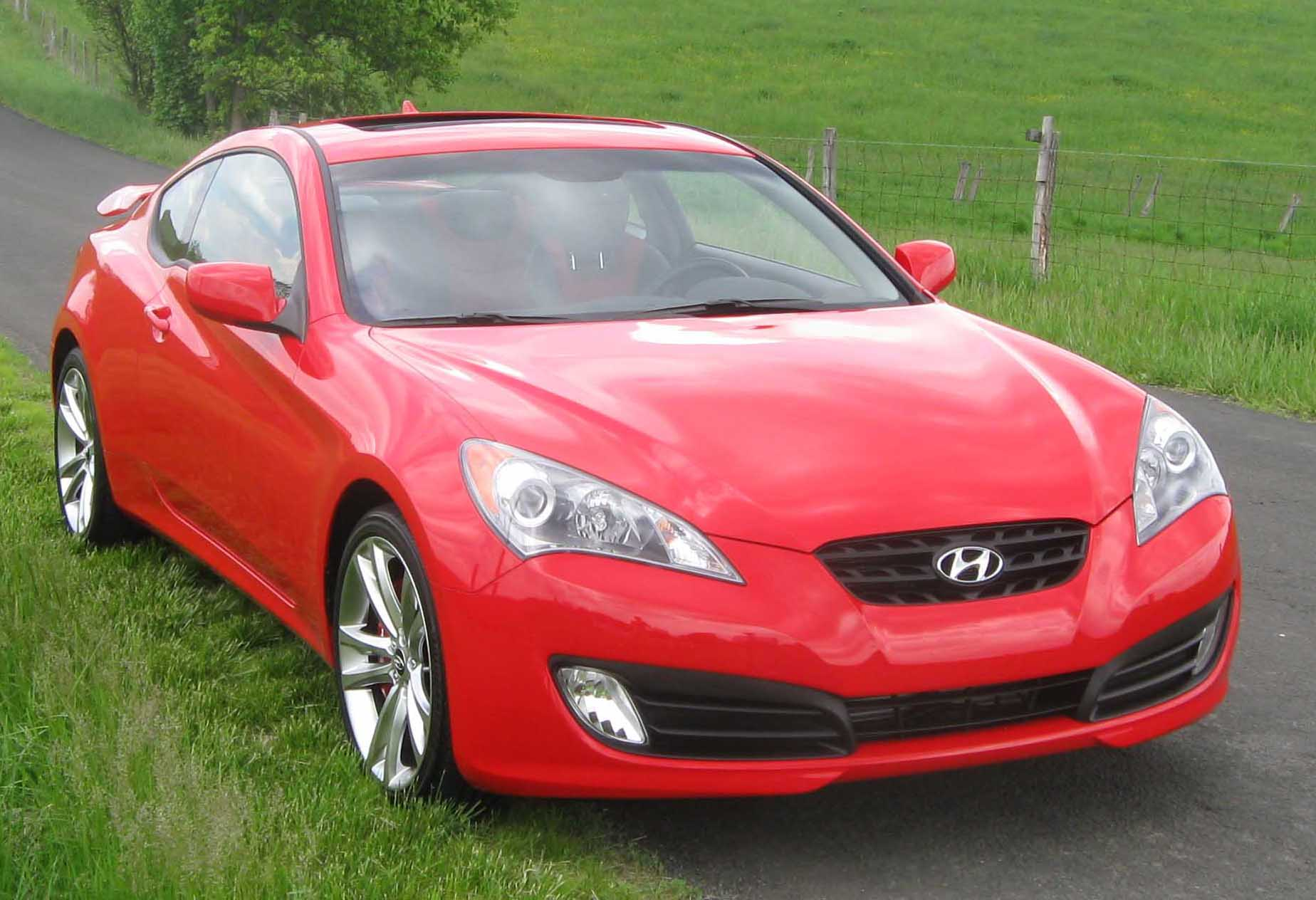
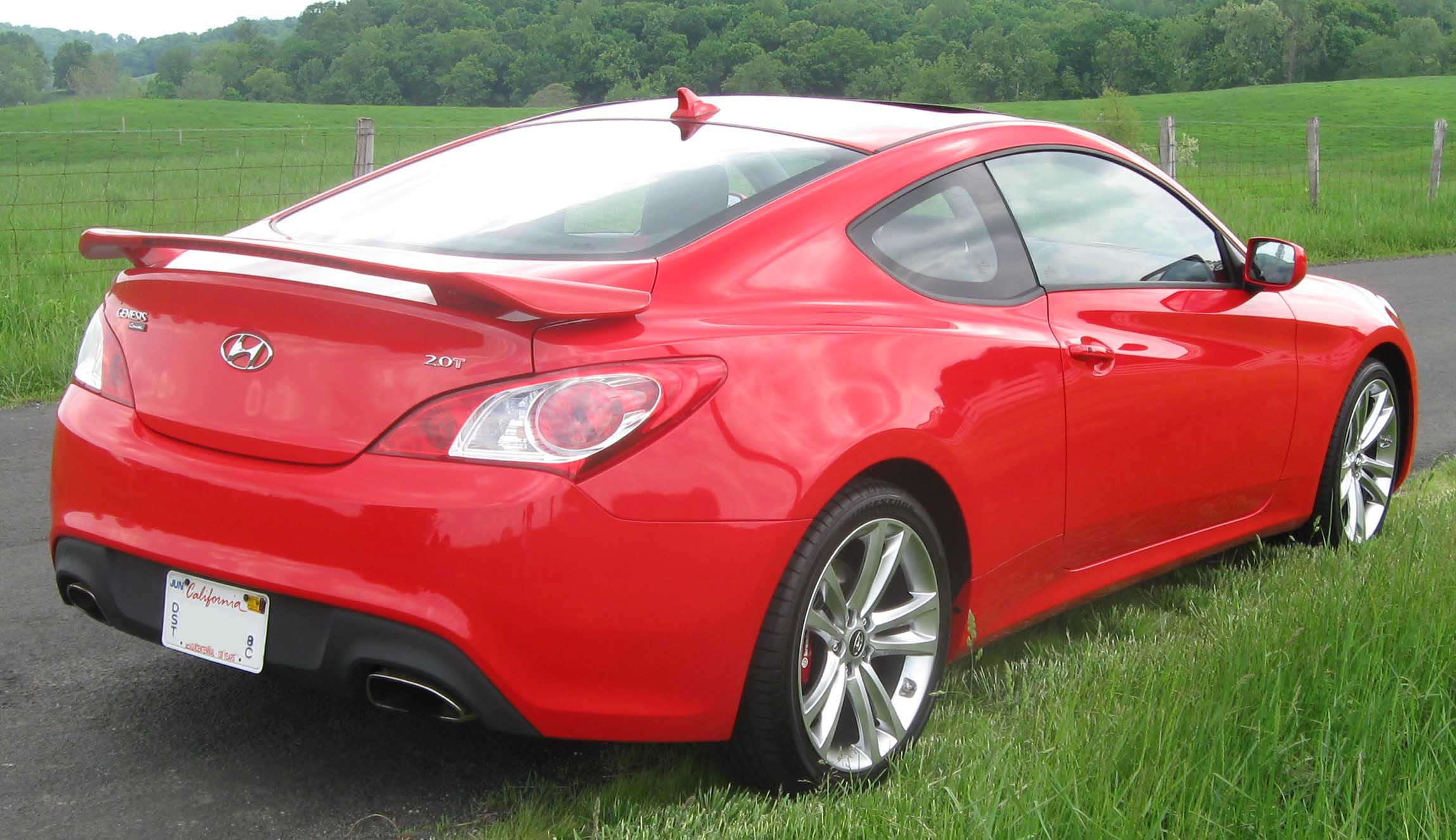

هيونداي جينيسس كوبيه 2011
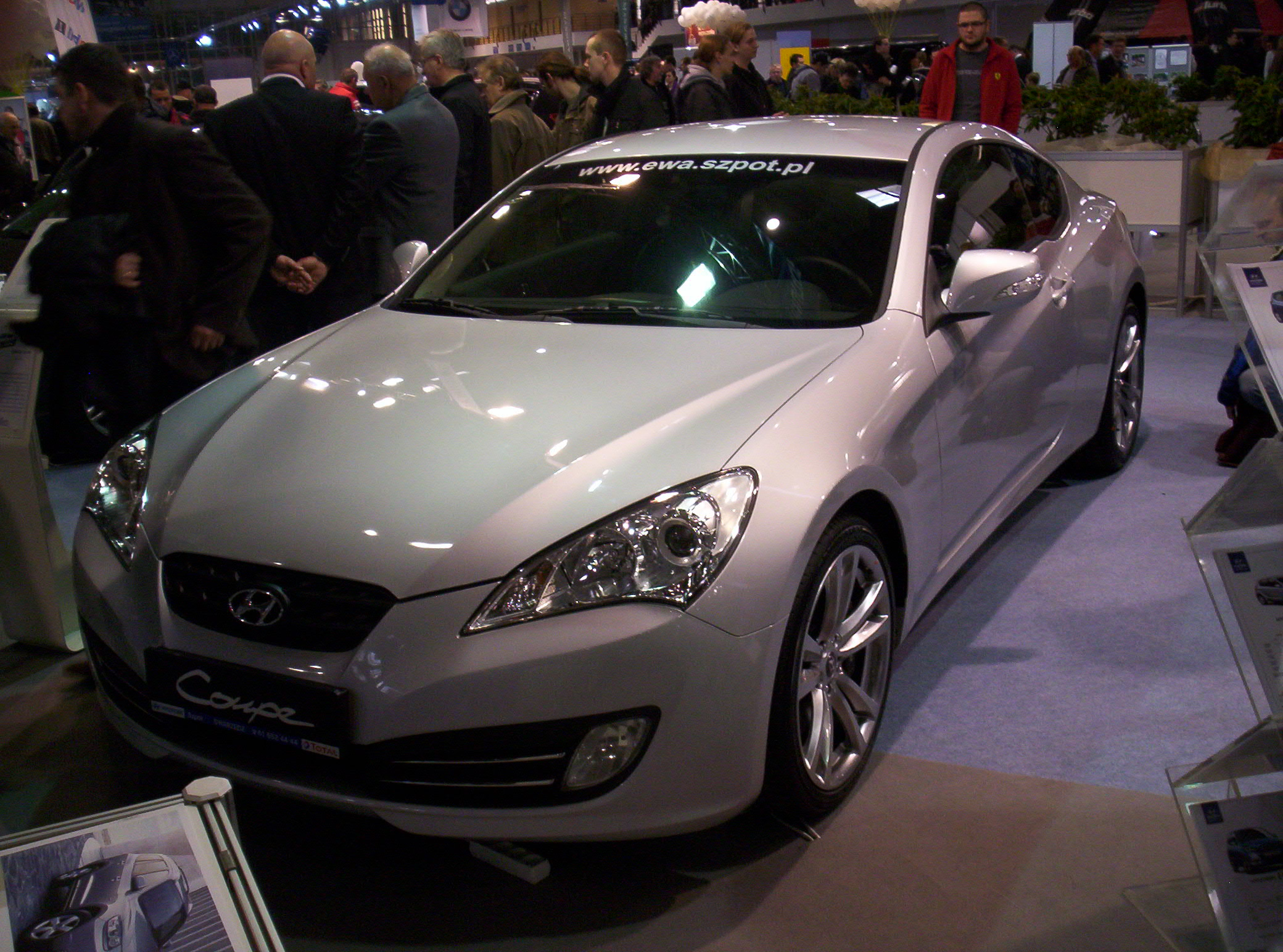
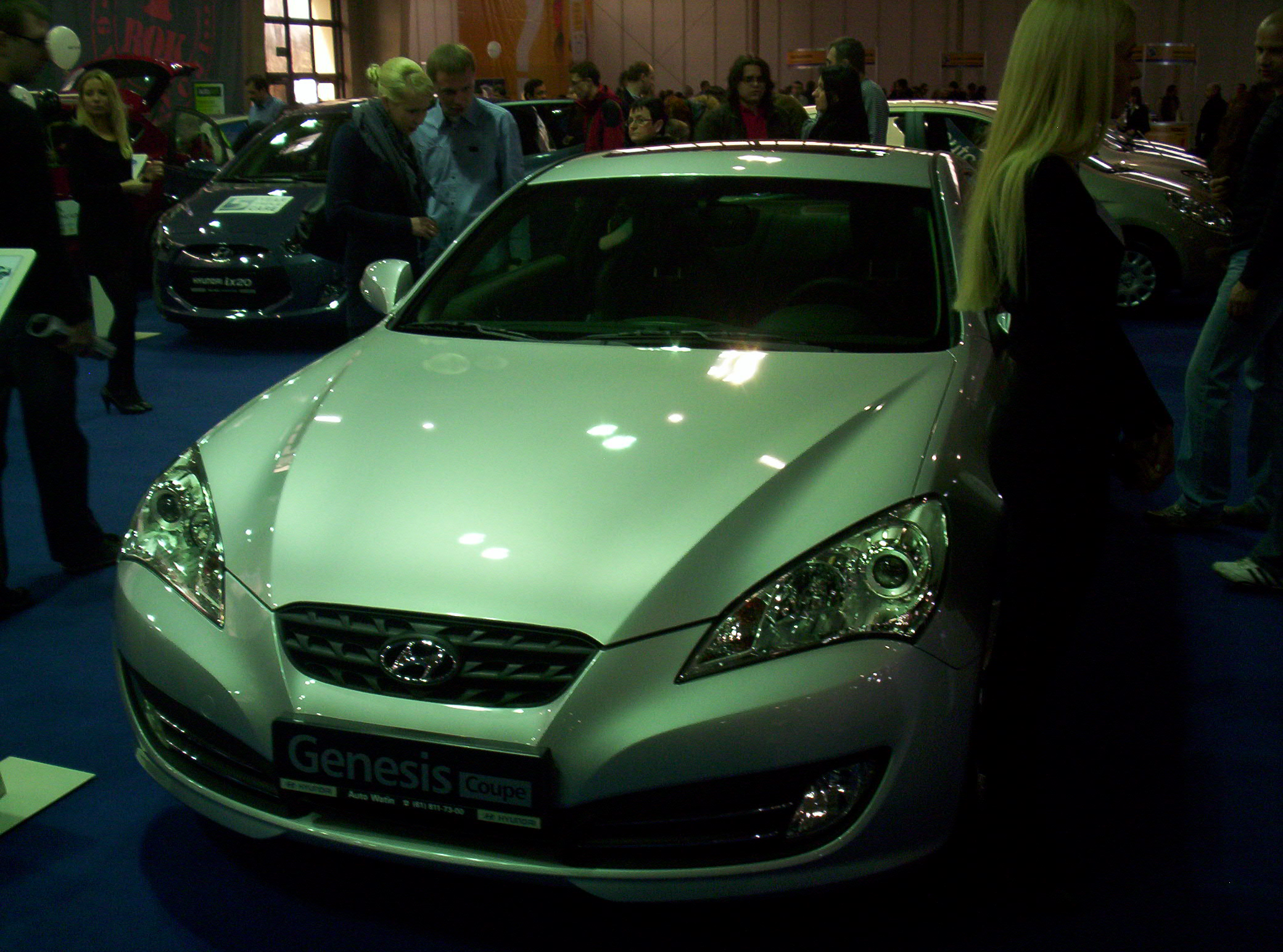
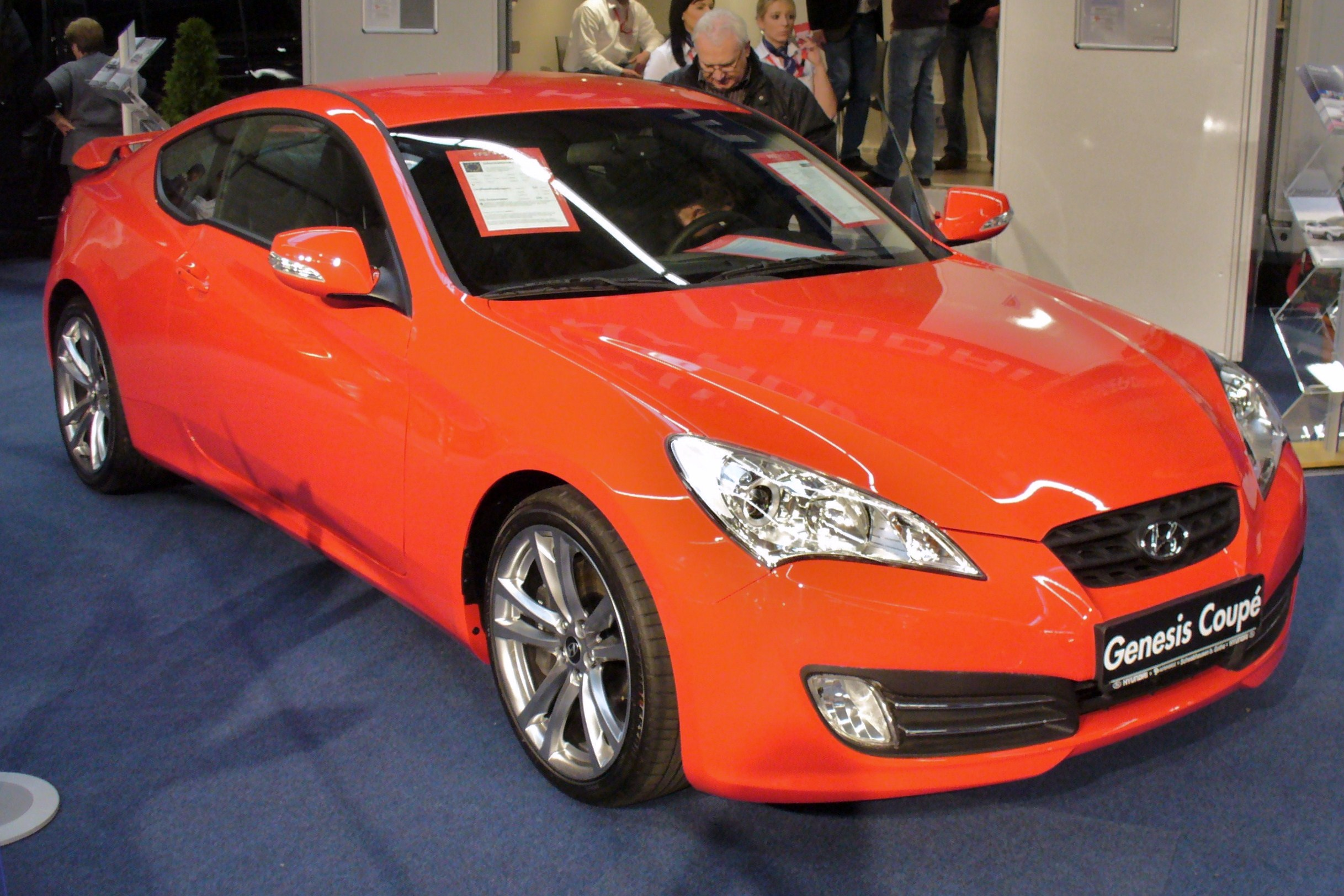
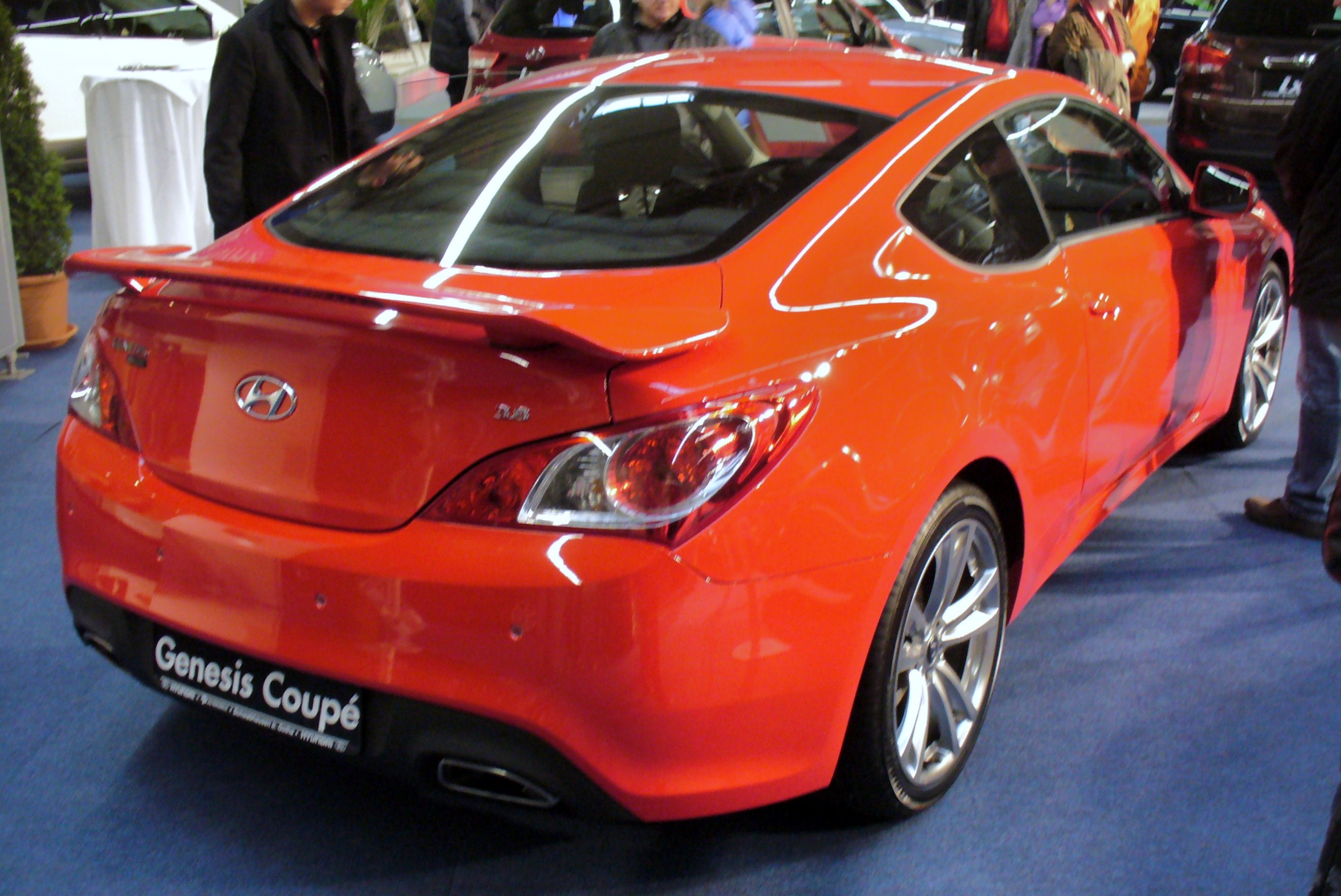
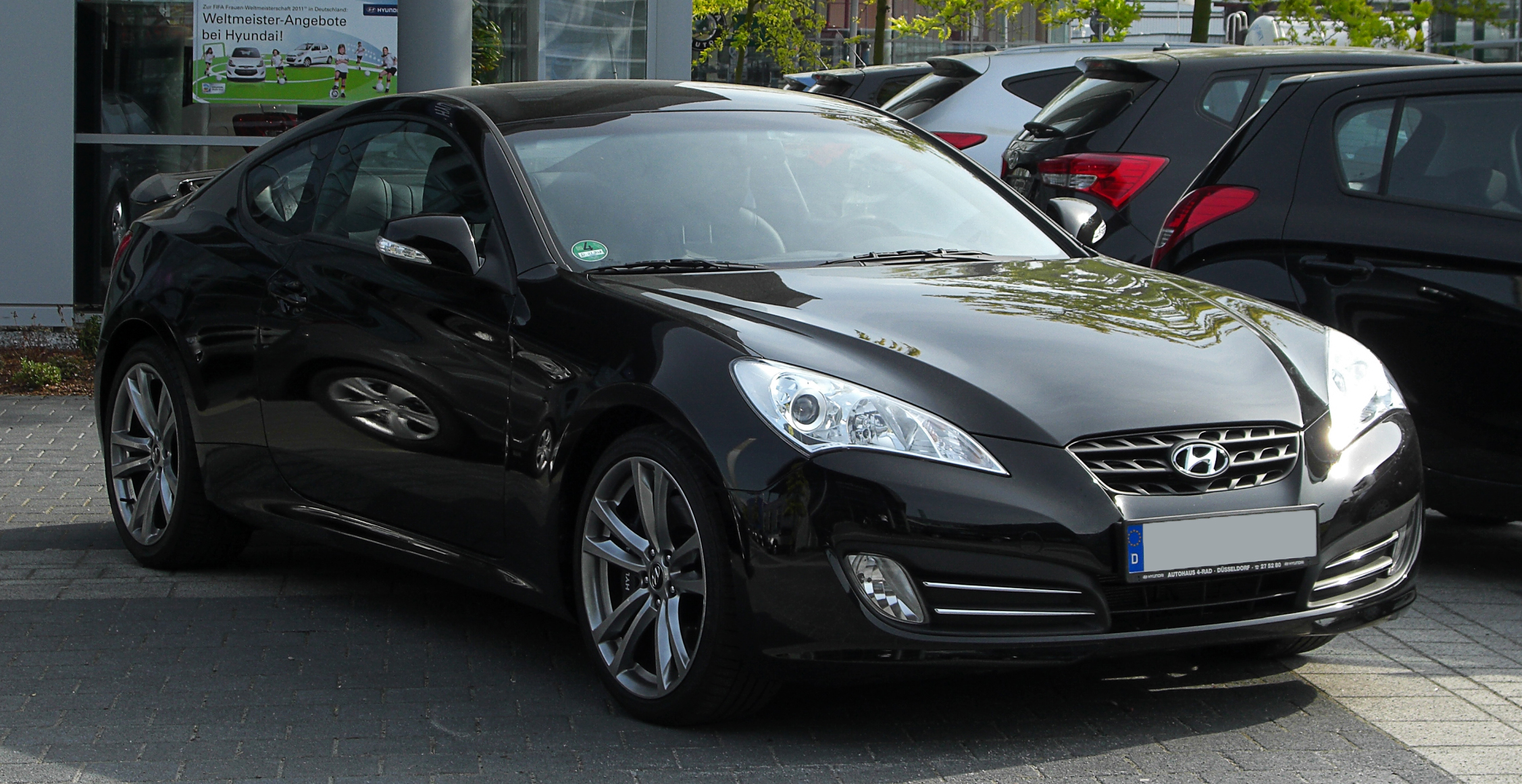
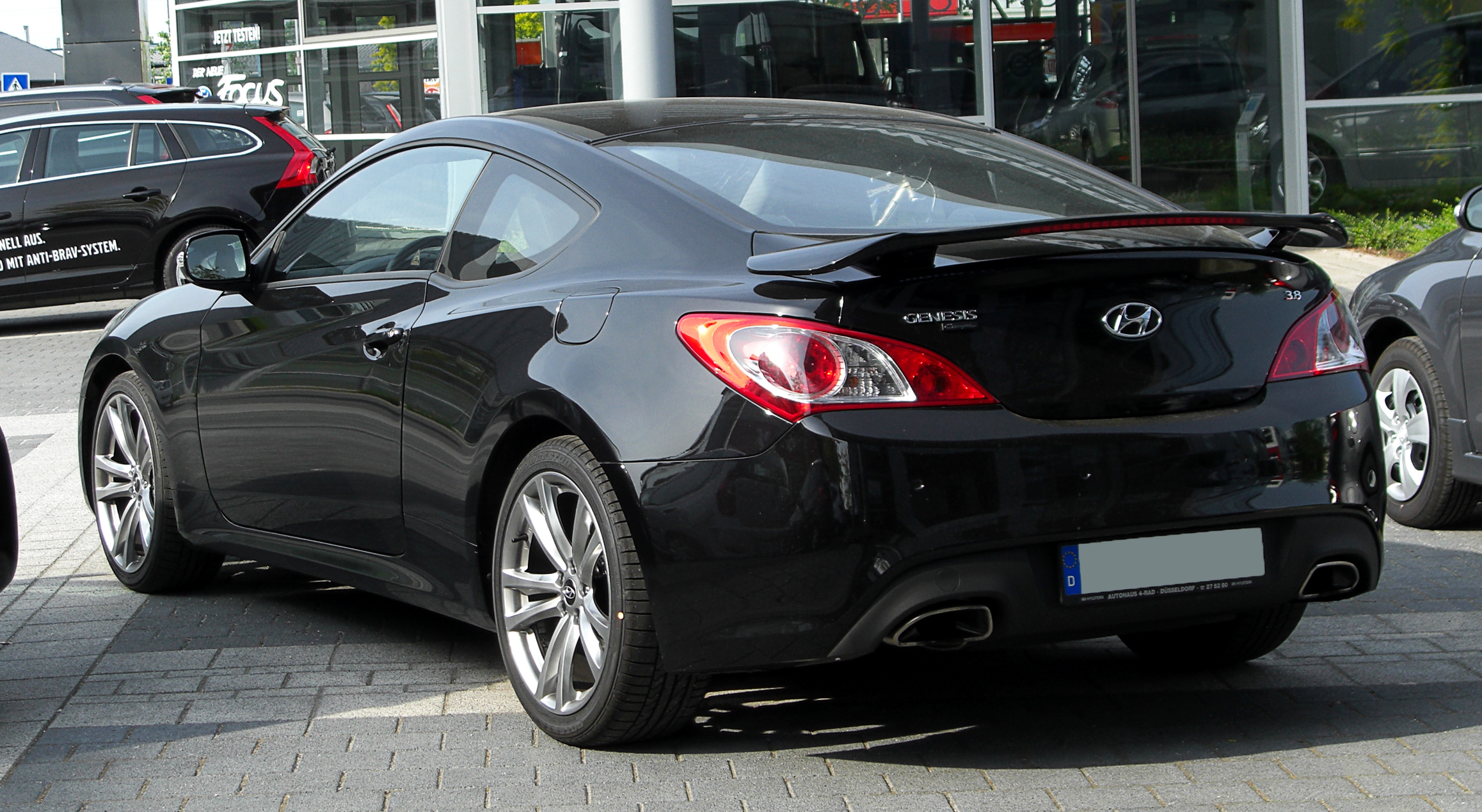

هيونداي جينيسس كوبيه 2012
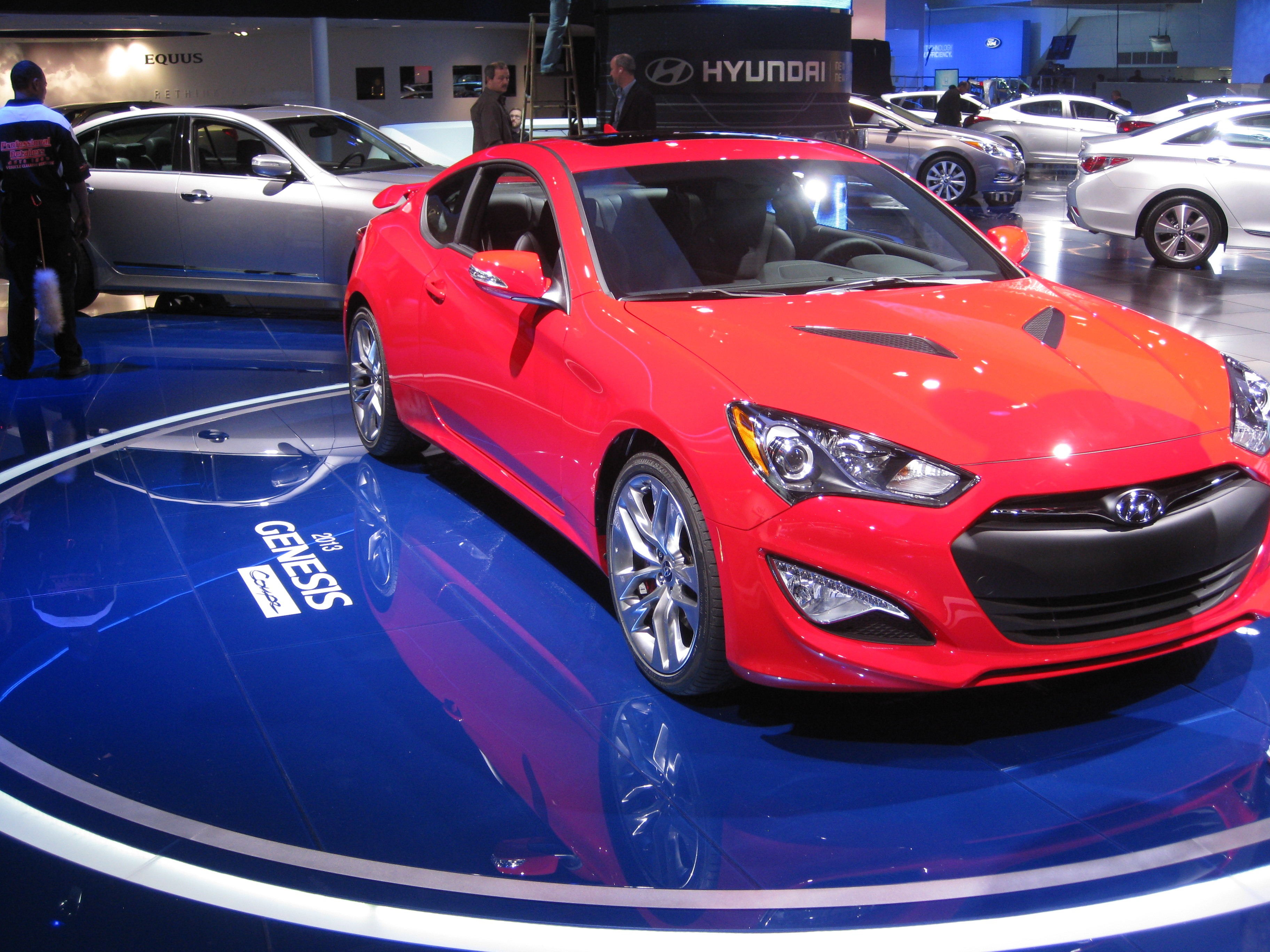
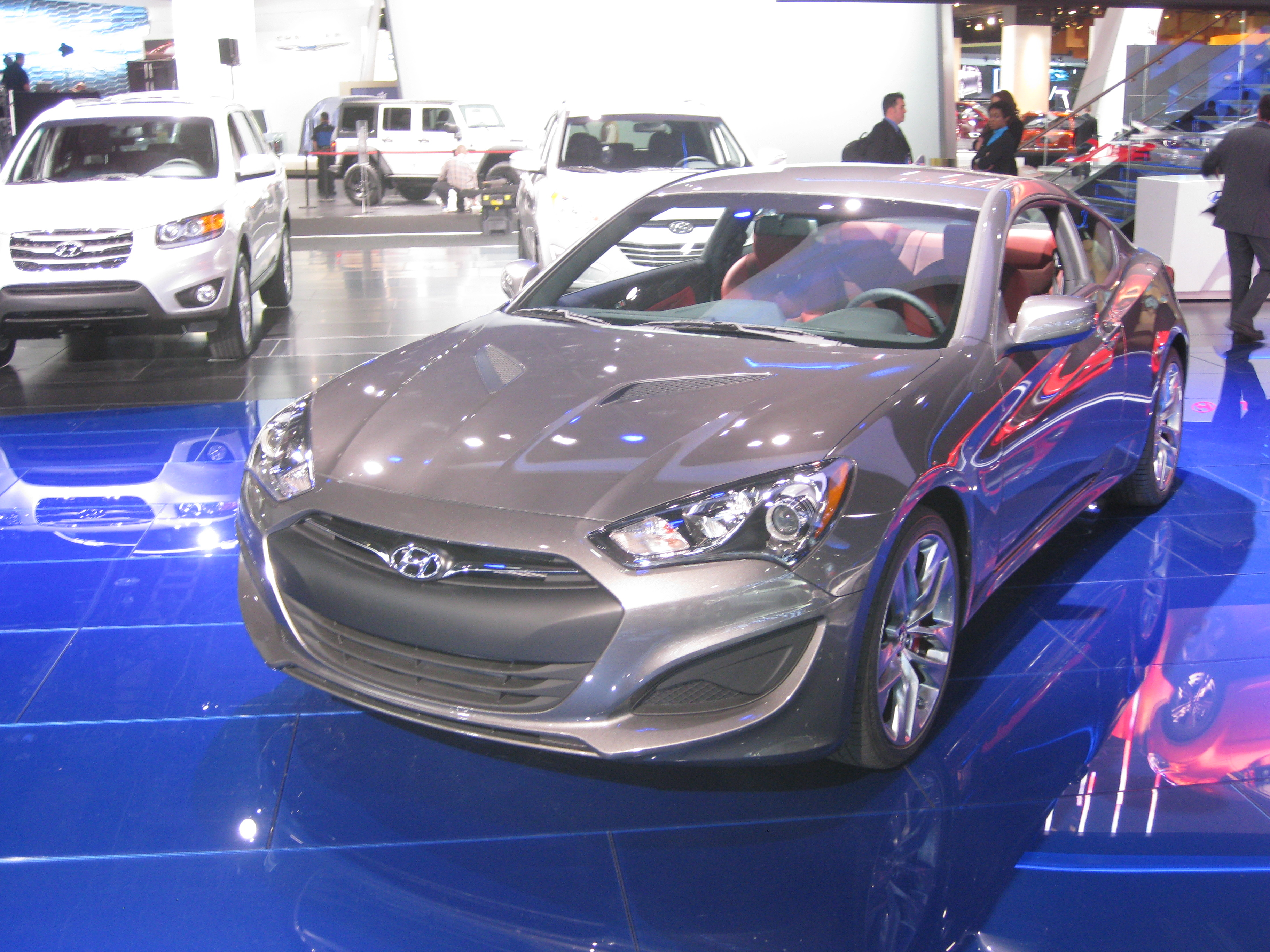
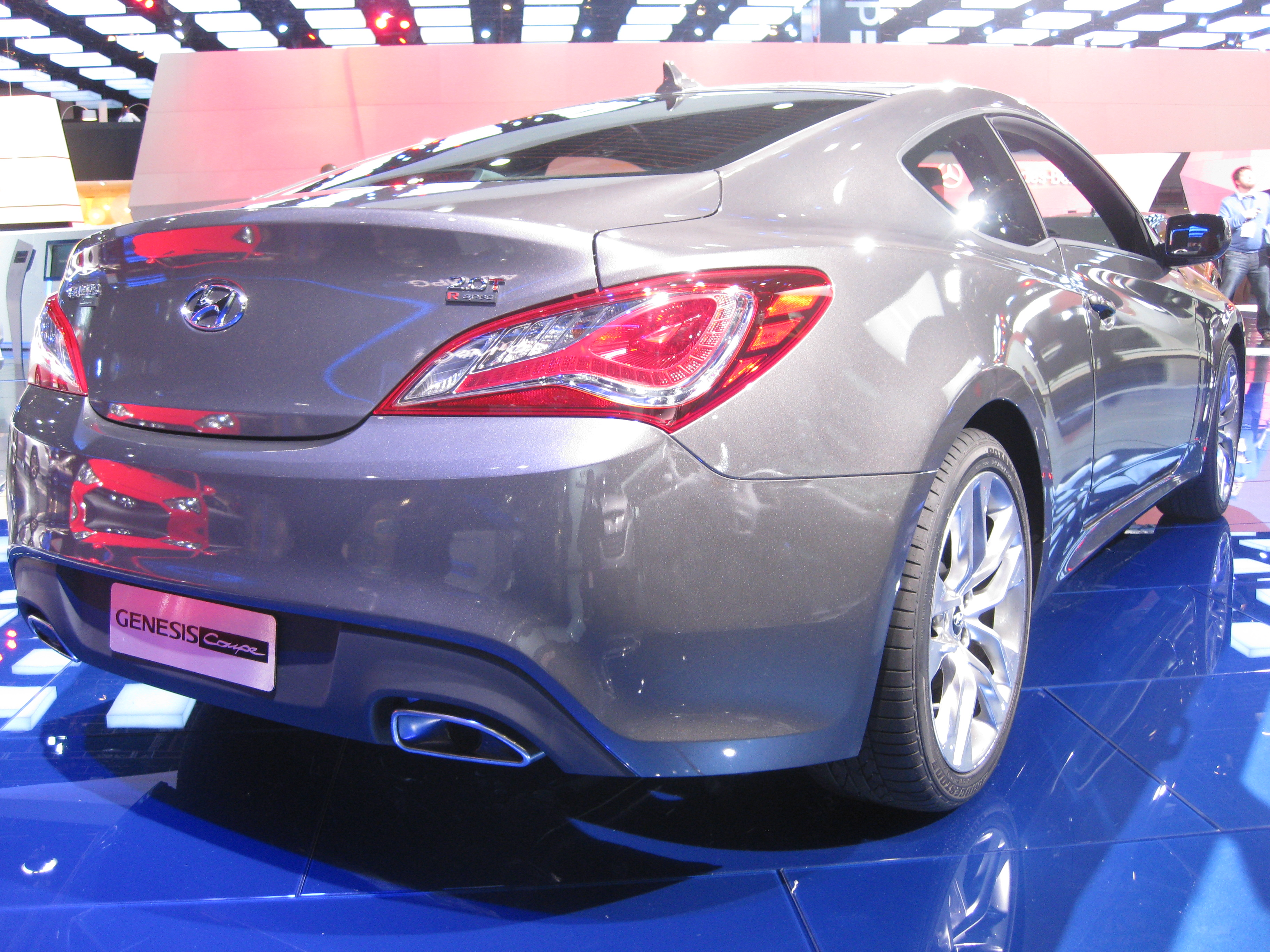
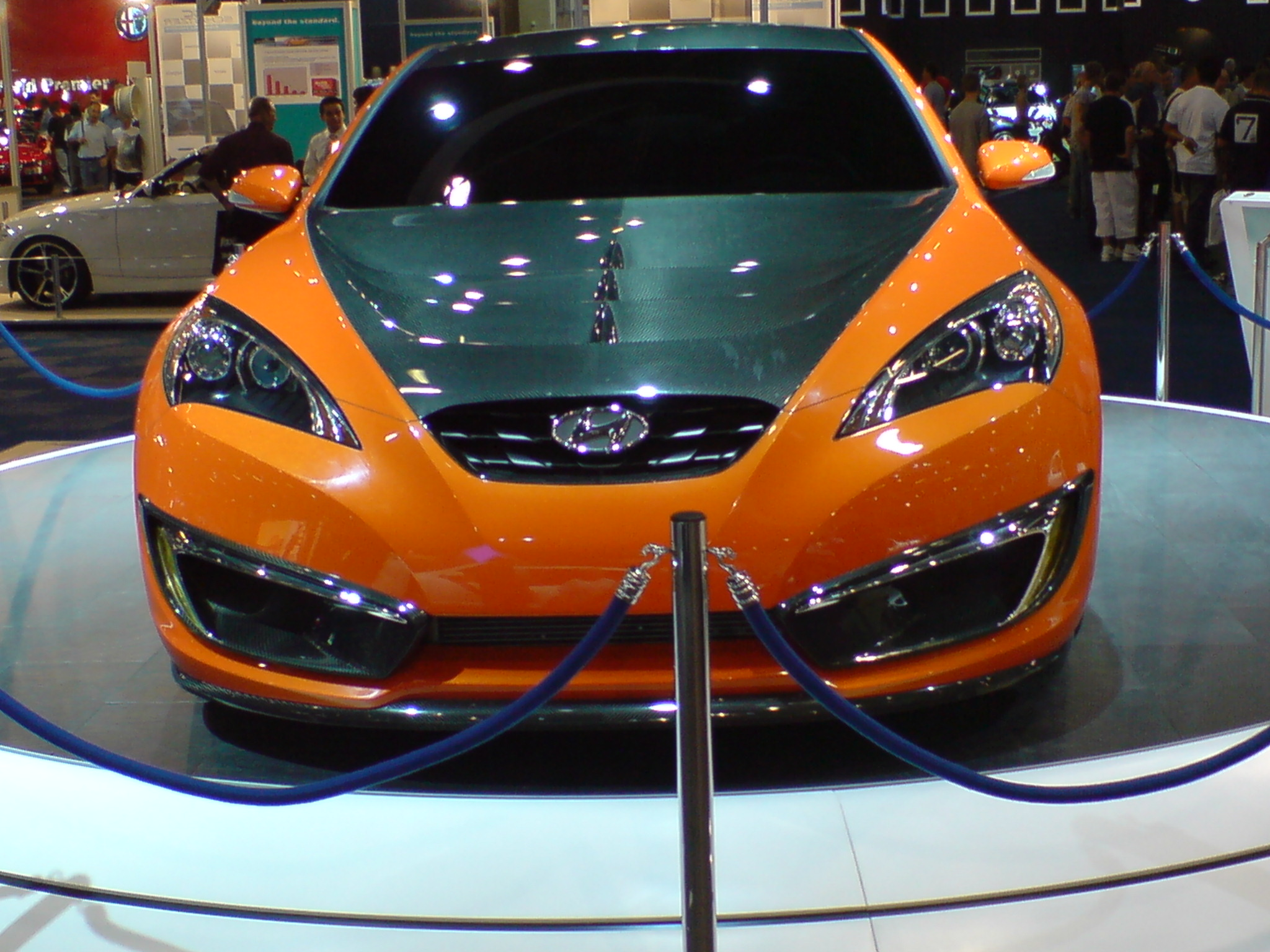
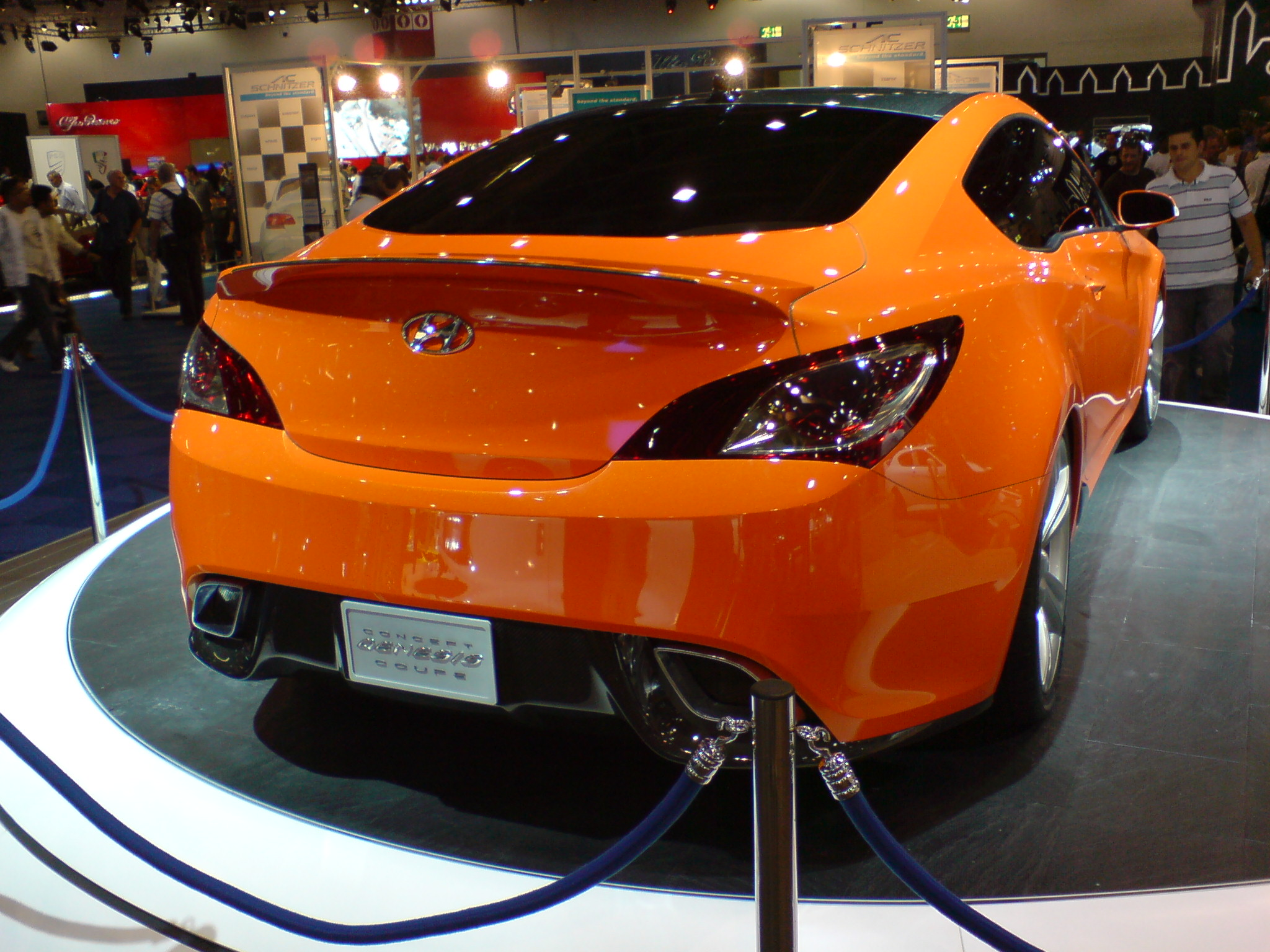

هيونداي جينيسس كوبيه 2013
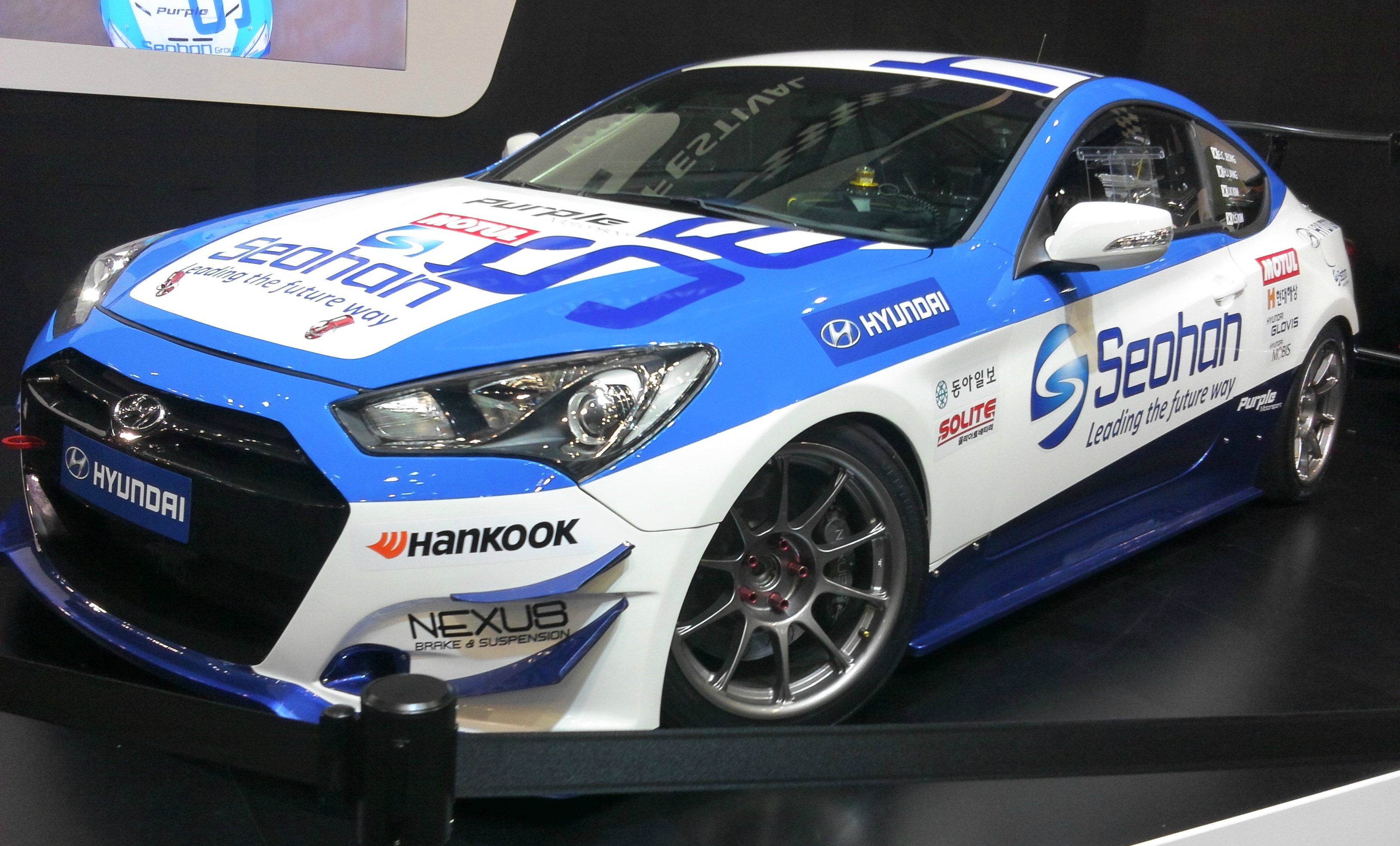
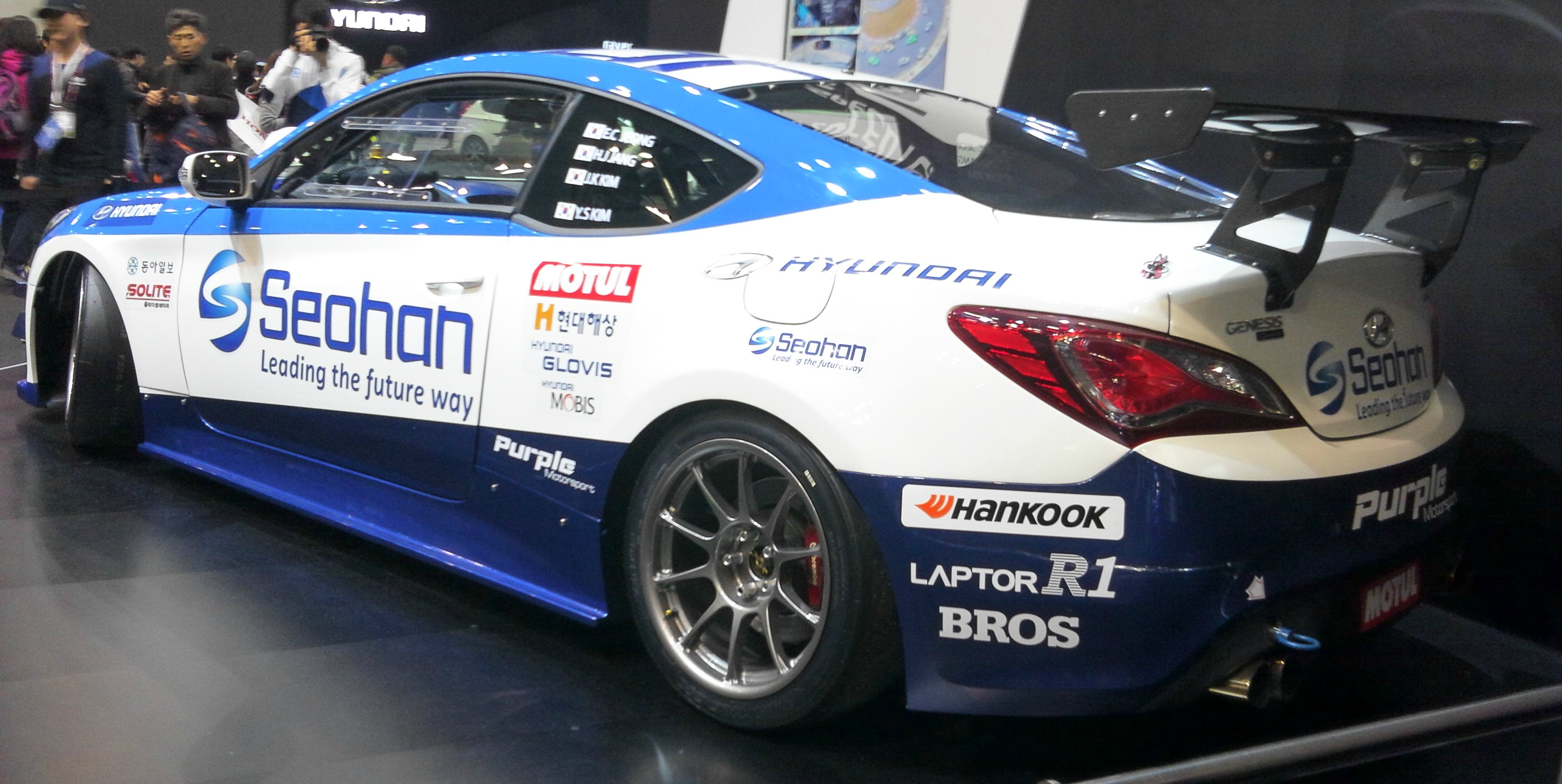
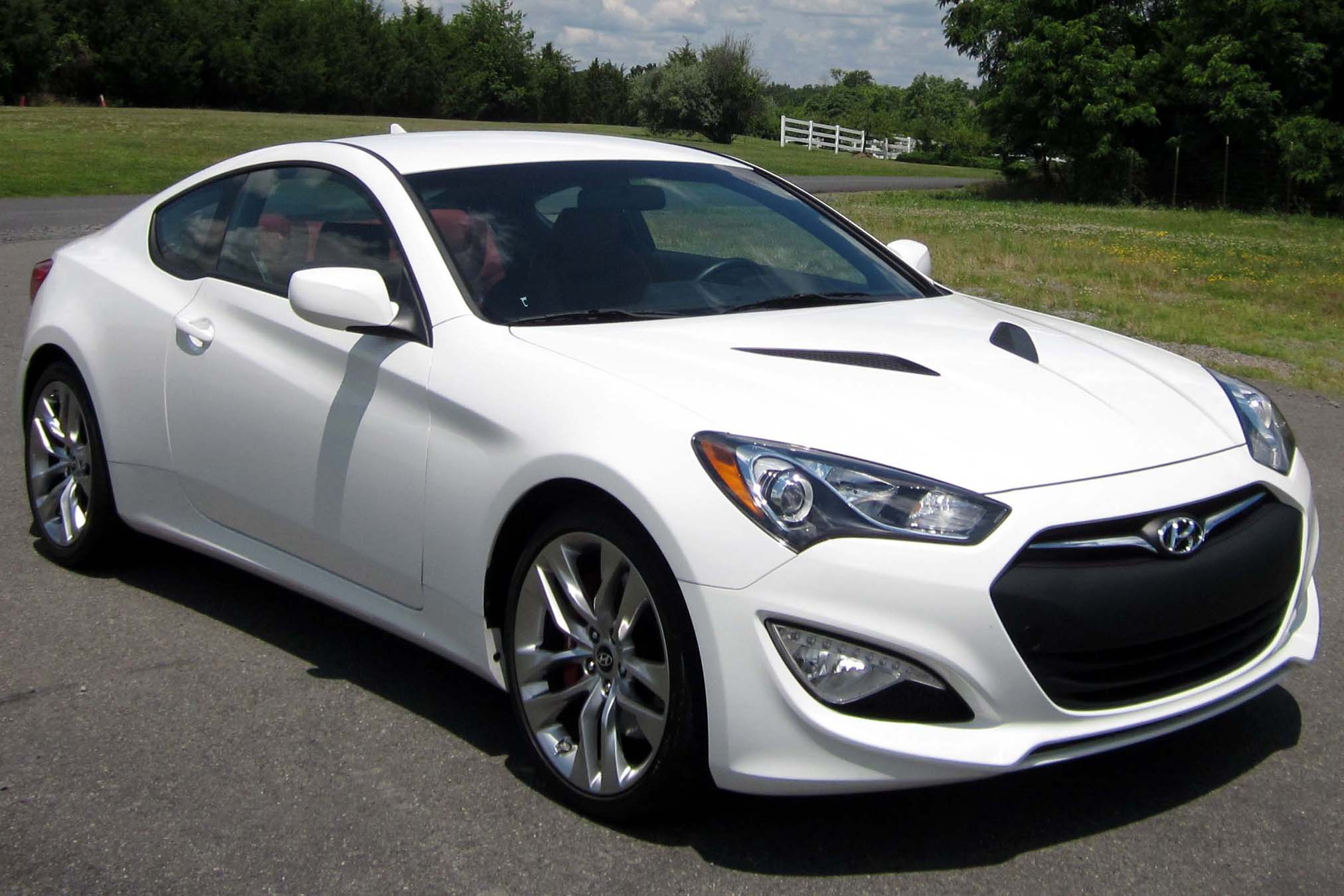
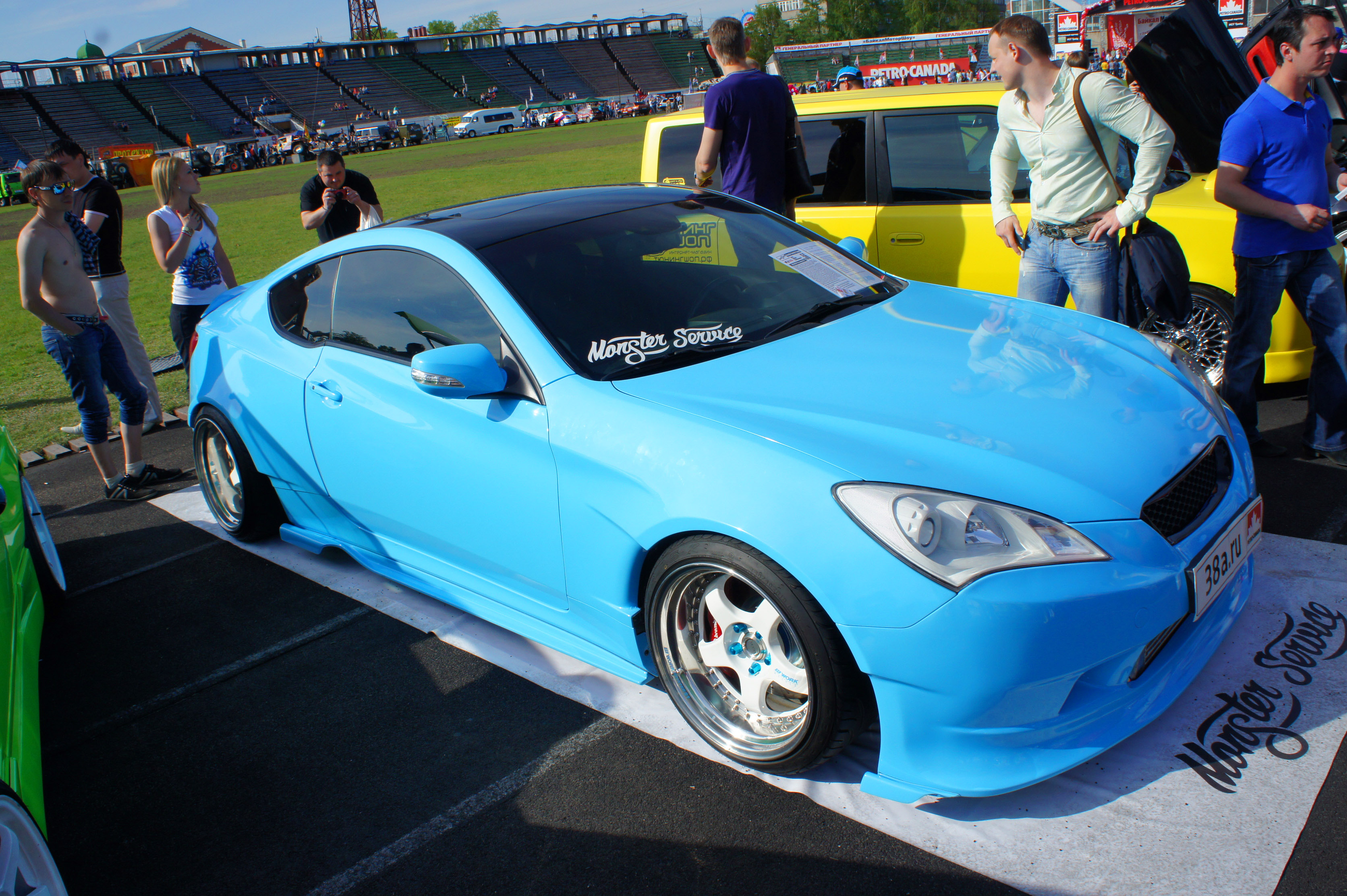

هيونداي جينيسس كوبيه 2014
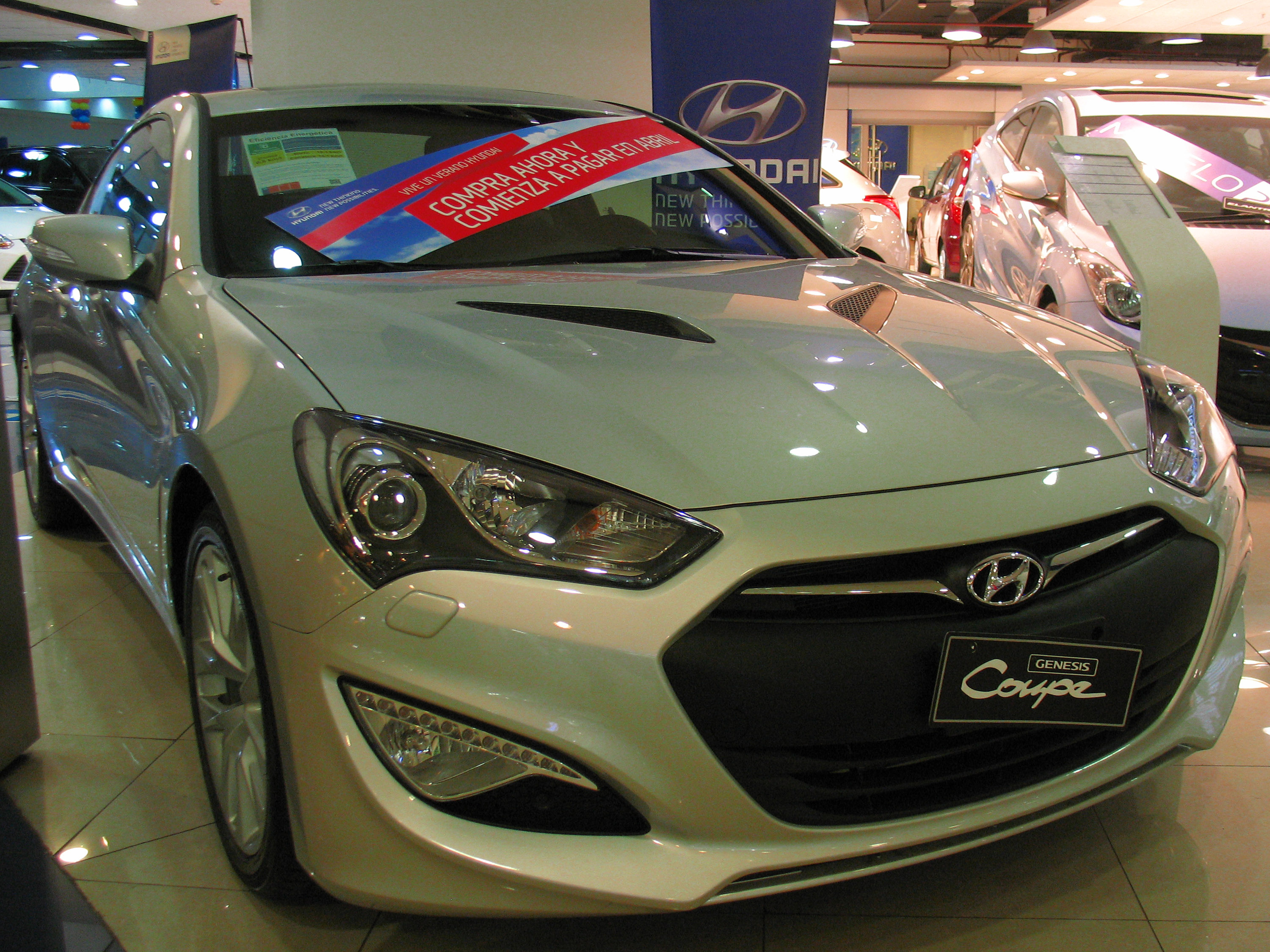
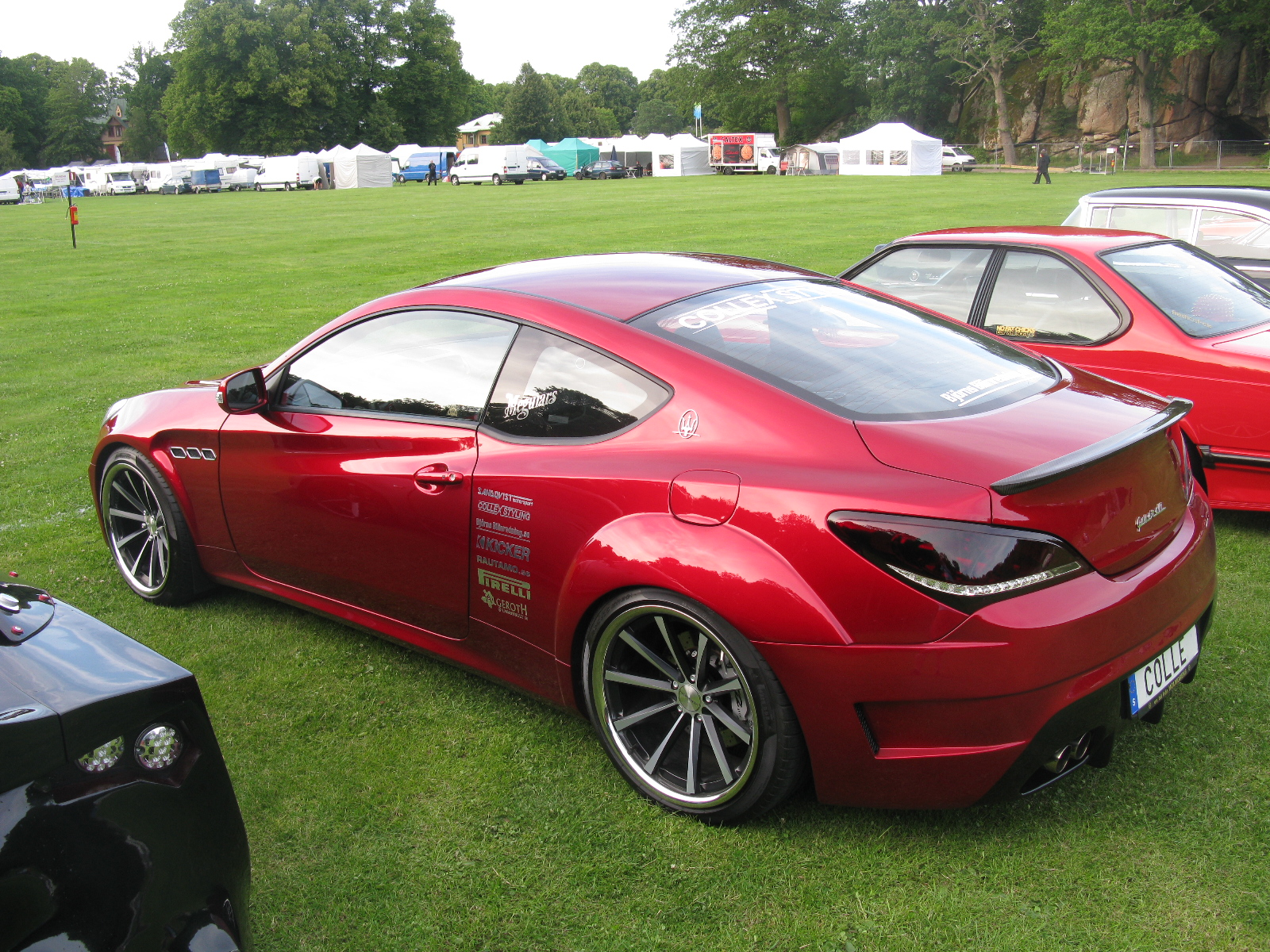

هيونداي جينيسس كوبيه 2015
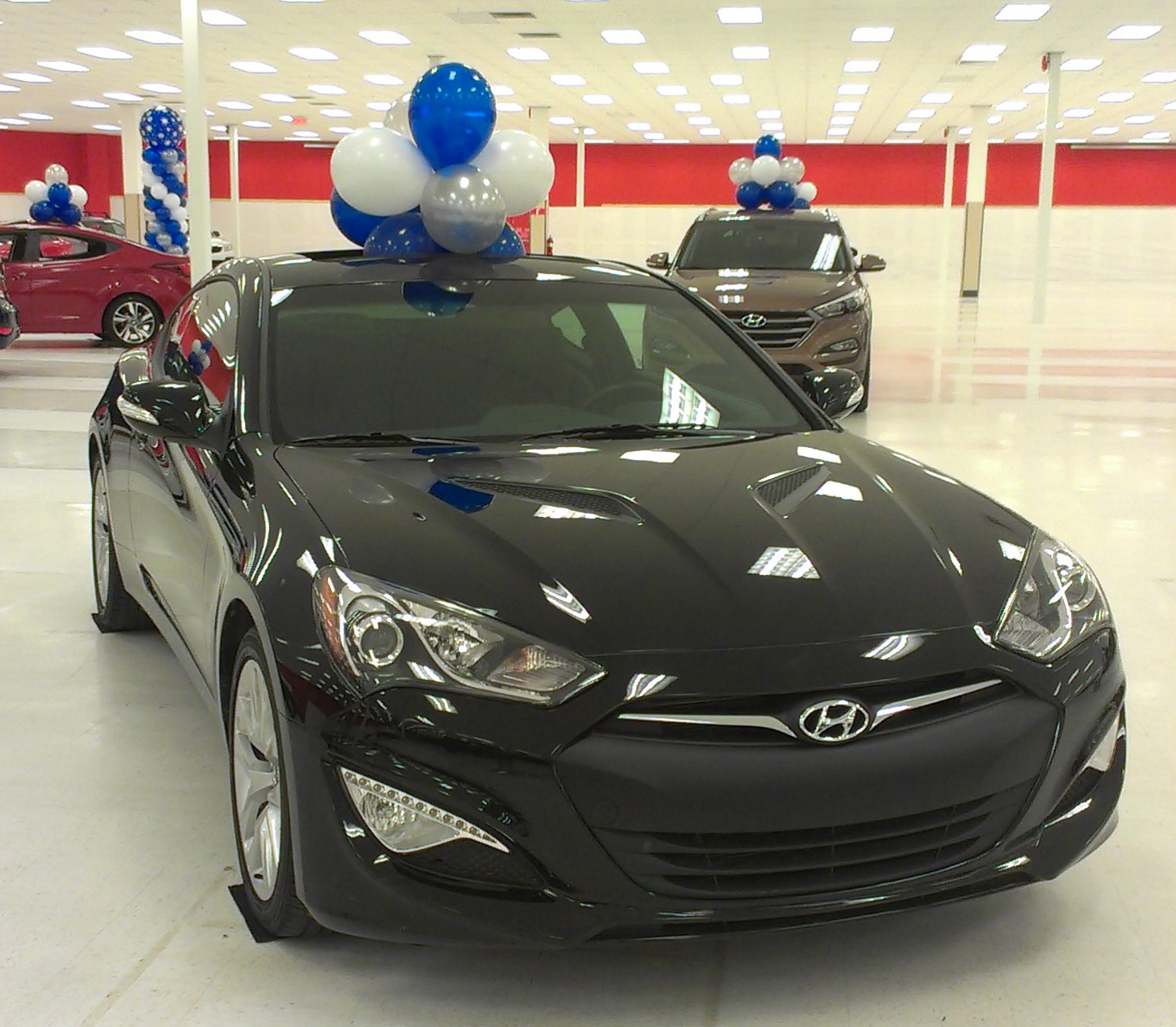
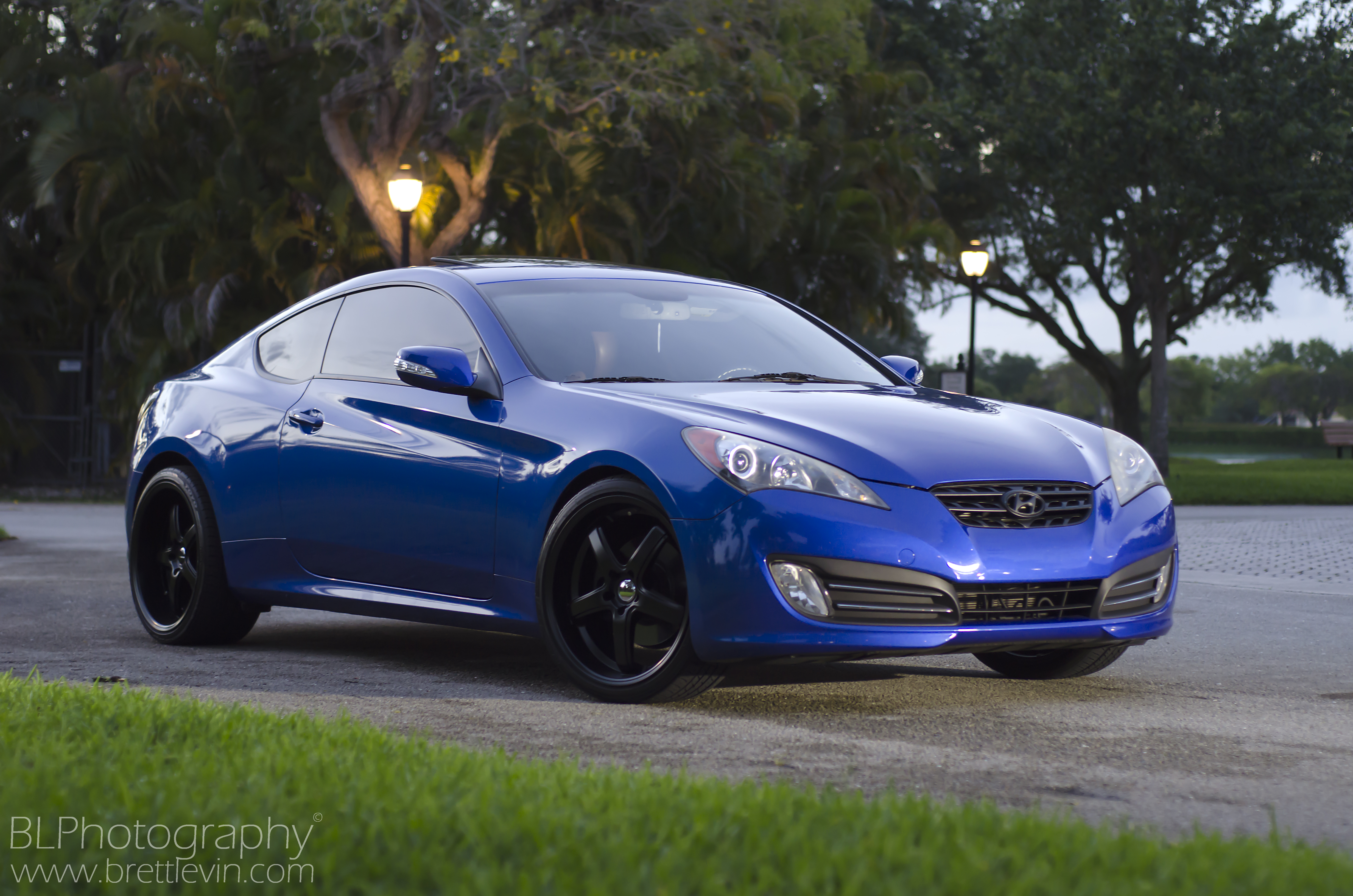

هيونداي جينيسس كوبيه 2017
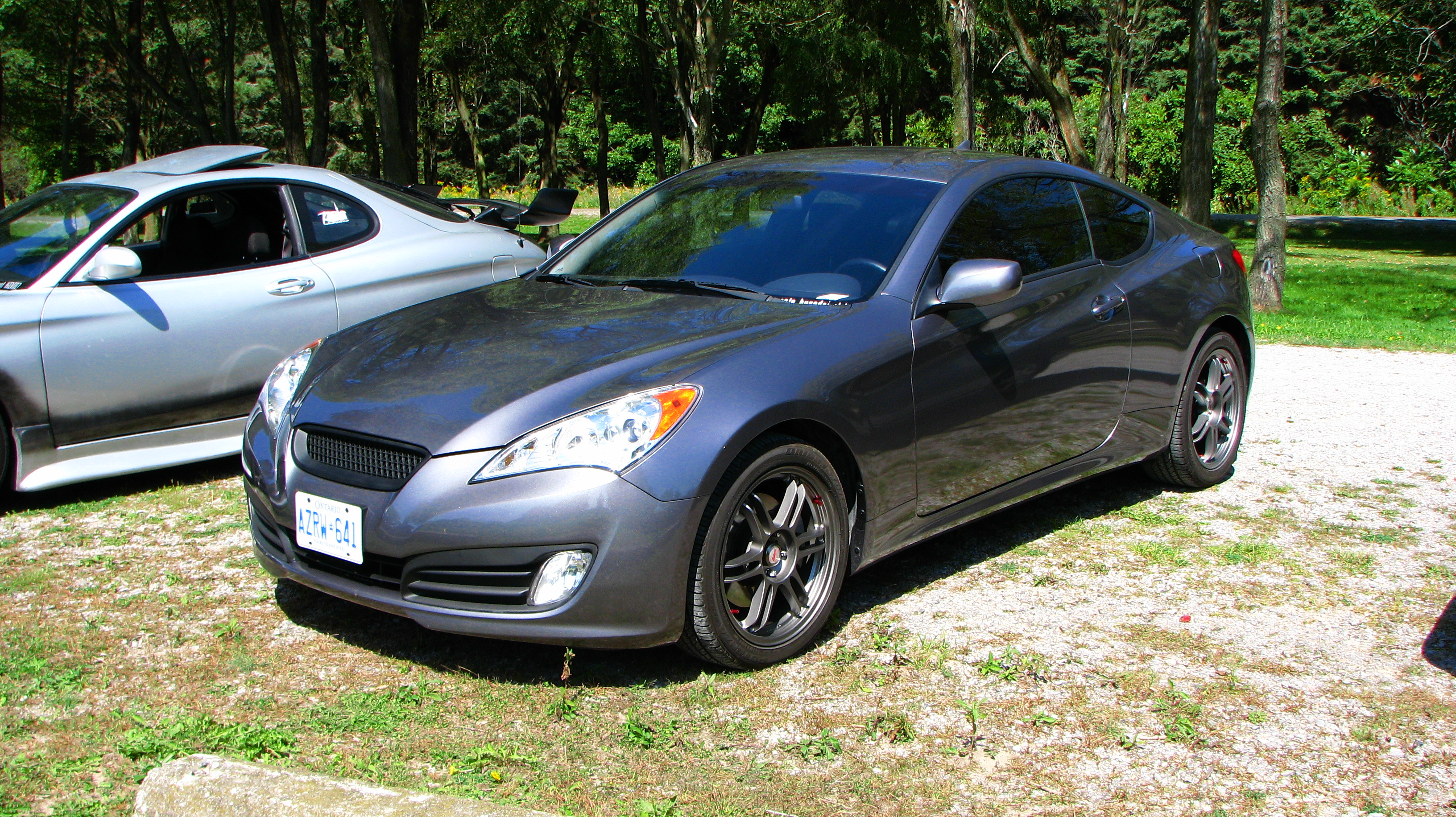
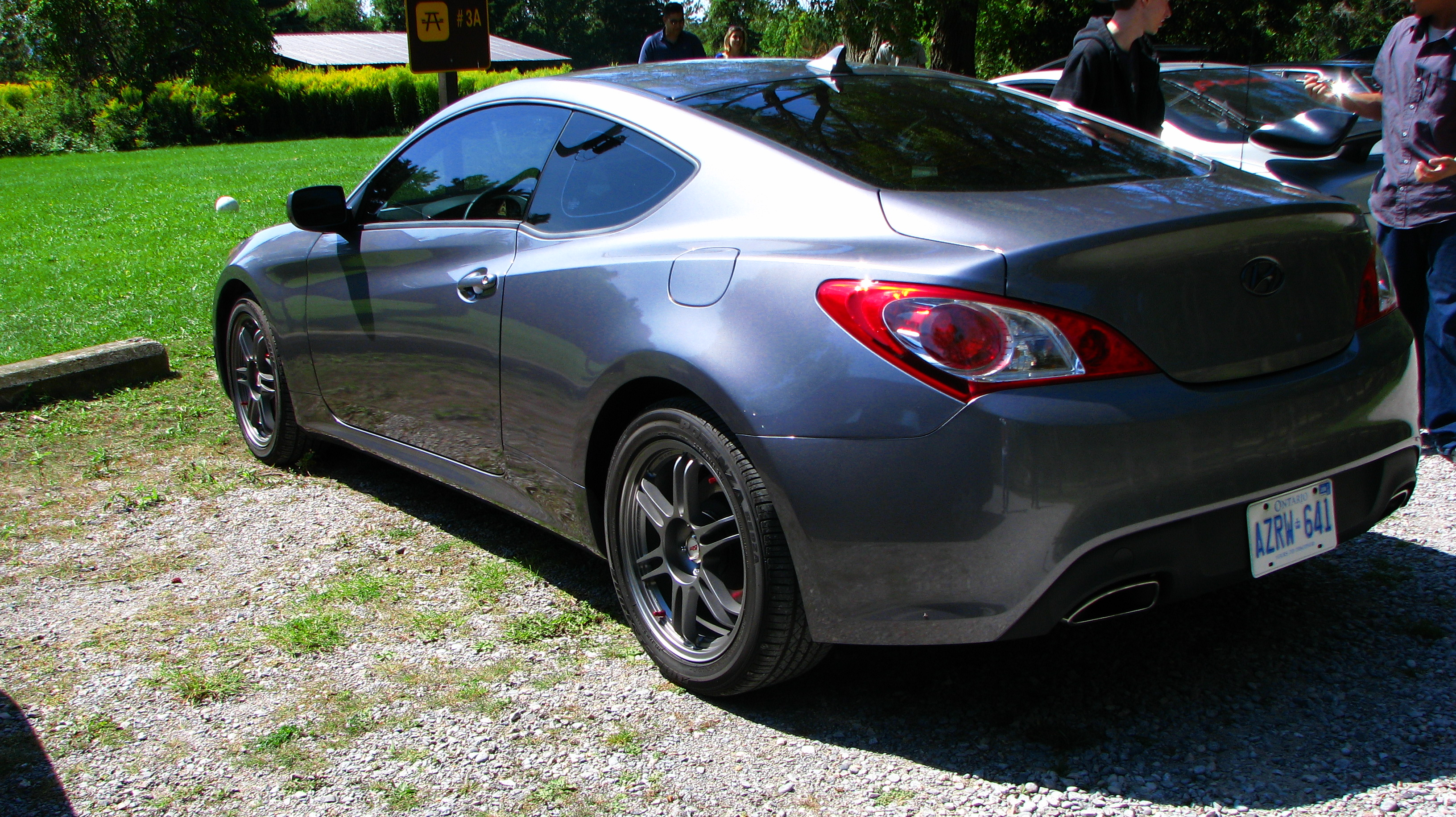

هيونداي جينيسس كوبيه 2019
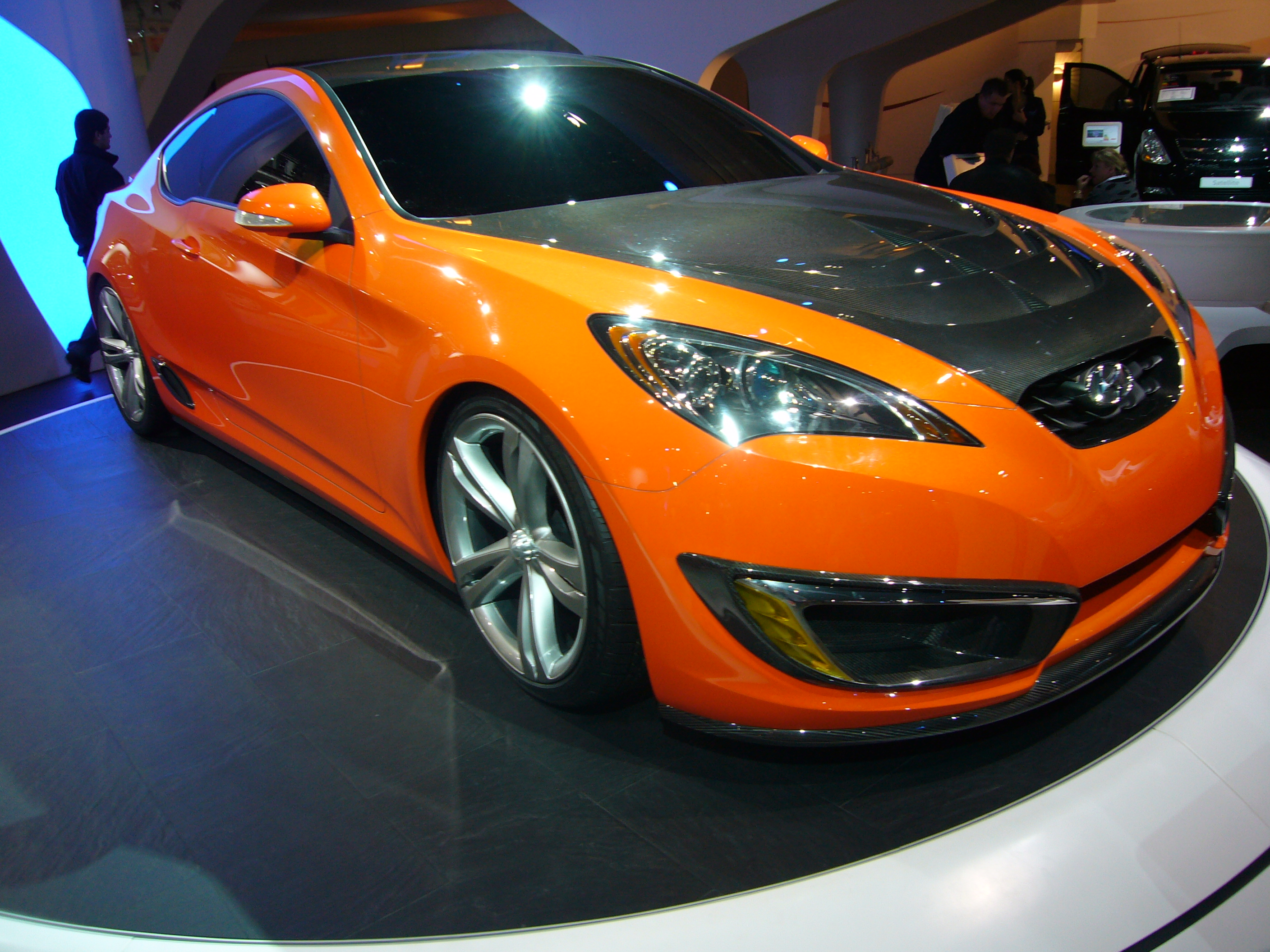
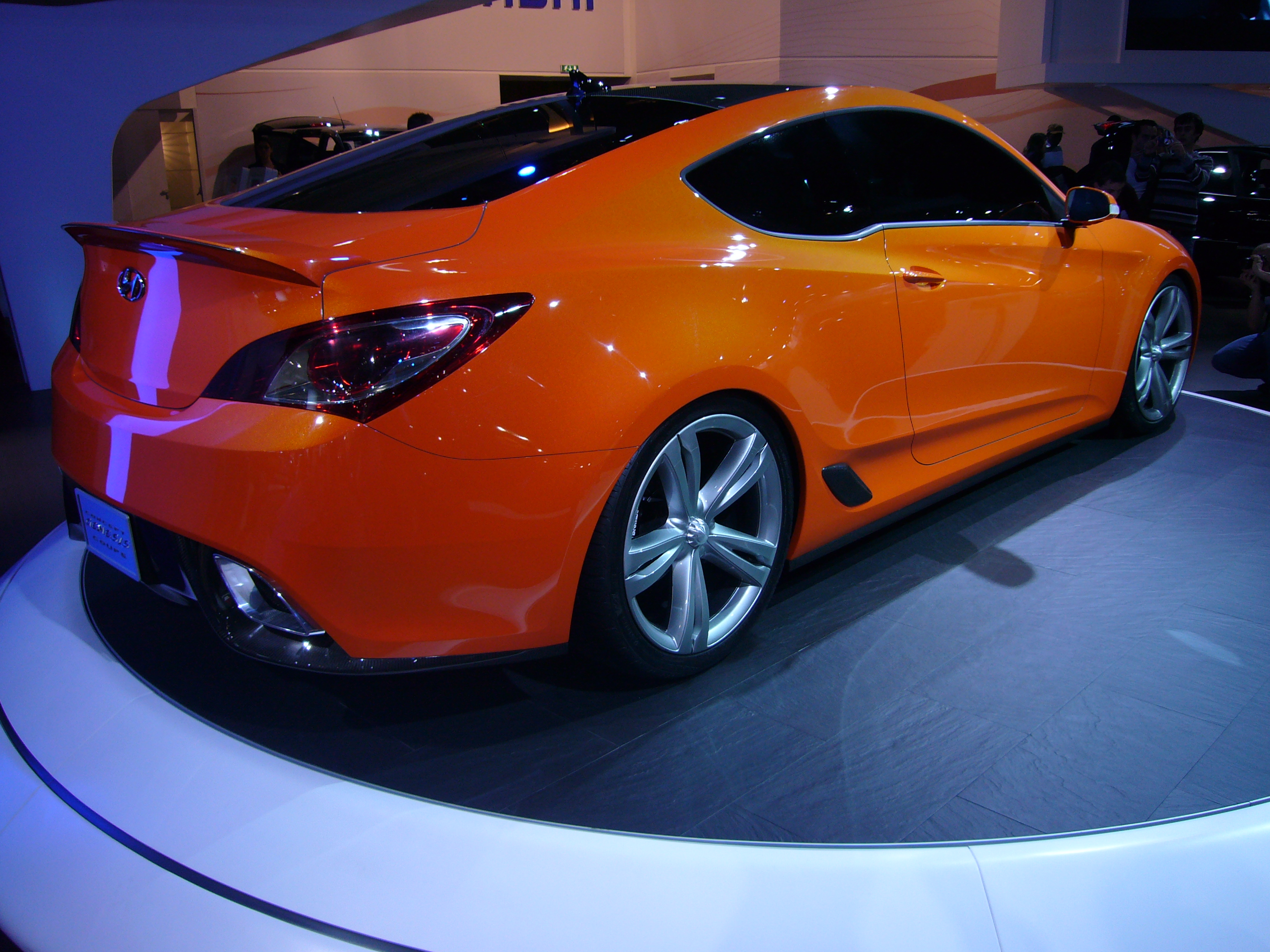

## ذات صلة
هيونداي جينيسس